# Quan hệ La Mã – Trung Quốc
Quan hệ La Mã – Trung Quốc là các tiếp xúc chủ yếu gián tiếp, quan hệ mậu dịch, luồng thông tin và các lữ khách đi lại không thường xuyên giữa đế quốc La Mã và đế quốc Hán, rộng nữa là giữa đế quốc Đông La Mã sau này và các triều đại tiếp nối của Trung Quốc. Hai đế quốc này ngày càng gần nhau hơn trong quá trình La Mã mở rộng tới Cận Đông cổ đại và các cuộc xâm lược của người Hán vào Trung Á. Nhận thức lẫn nhau giữa hai nhà nước cổ đại này còn rất hạn chế. Chỉ có một vài nỗ lực tiếp xúc trực tiếp được biết từ các nguồn sử liệu. Các đế quốc trung gian như đế quốc Parthia và đế quốc Quý Sương, điều tiết tuyến thương mại và sinh lợi từ con đường tơ lụa, ngăn cản sự tiếp xúc trực tiếp giữa hai cường quốc Á-Âu này. Vào năm 97 CN, tướng Ban Siêu gửi sứ giả Cam Anh đến La Mã, nhưng ông bị người Ba Tư can ngăn nên không mạo hiểm vượt Vịnh Ba Tư. Một số đoàn sứ được cho là của La Mã đến Trung Quốc được ghi lại trong sử sách. Lần đầu tiên tiếp xúc được cho là sứ bộ đời Antoninus Pius hoặc đời con nuôi ông là Marcus Aurelius vào năm 166 CN. Những lần khác được ghi nhận là vào năm 226 và 284 CN. Sau đó là một khoảng thời gian bặt vô âm tín giữa hai đế quốc. Mãi tới tận năm 643 CN, sứ đoàn Byzantine đầu tiên được ghi nhận.
Mậu dịch gián tiếp trên bộ dọc theo con đường tơ lụa và tuyến đường biển bao gồm các mặt hàng như tơ lụa và vải Trung Quốc, đồ thủy tinh La Mã. Các đồng tiền La Mã đúc từ thế kỷ thứ 1 CN đã được tìm thấy ở Trung Quốc như đồng xu Maximianus và huy chương từ triều đại Antoninus Pius và Marcus Aurelius ở Giao Chỉ (Bắc Việt Nam ngày nay), minh chứng rằng người La Mã đã đến Trung Quốc. Thủy tinh và đồ bạc La Mã đã được phát hiện tại các di chỉ khảo cổ tại Trung Quốc có niên đại từ thời Hán. Đồng xu và đồ thủy tinh La Mã cũng đã được tìm thấy ở Nhật Bản.
Các ghi chép về Trung Hoa trong các nguồn sử liệu La Mã cổ không rõ ràng do họ sử dụng từ Seres trong tiếng La-tinh, được cho là để chỉ tất cả các quốc gia châu Á từ Ấn Độ, Trung Á đến Trung Quốc ngày nay. Trong các sử liệu Trung Hoa, đế quốc La Mã được gọi là "Đại Tần". Đại Tần liên quan trực tiếp đến Phất Lâm (拂菻) sau này trong các nguồn ghi chép của Trung Quốc, được các học giả như Friedrich Hirth cho là đế quốc Byzantine. Các nguồn sử liệu Trung Quốc ghi chép rất nhiều các đoàn đại sứ từ Phất Lâm đến Trung Quốc thời nhà Đường và có chép về cuộc vây hãm Constantinople bởi quân đội của Muawiyah I năm 674-678.
Các nhà địa lý học La Mã như Ptolemy có một hiểu biết mơ hồ về phần phía đông Ấn Độ Dương, bao gồm bán đảo Mã Lai và xa hơn nữa là vịnh Thái Lan và Biển Đông. Thương cảng Cattigara ghi chép bởi Ptolemy rất có thể là Óc Eo, Việt Nam, nơi có các cổ vật La Mã thời Antoniniani đã được tìm thấy. Các nhà địa lý Trung Quốc cổ đại có một hiểu biết tổng quát về vùng Trung Đông và La Mã. Nhà sử học Byzantine Theophylact Simocatta vào thế kỷ VII có viết về sự thống nhất miền Bắc và miền Nam Trung Quốc lúc đó (giai đoạn Nam Bắc triều trong sử Trung Quốc). Ghi chép này phản ánh cuộc chinh phục nhà Trần của Tuỳ Văn Đế (trị vì 581-604). Cũng từ đây mà hai từ Cathay và Mangi được sử dụng bởi người Châu Âu thời Trung cổ sau này để chỉ triều đại nhà Nguyên và Nam Tống.

## Ghi chép

### Sử liệu La Mã

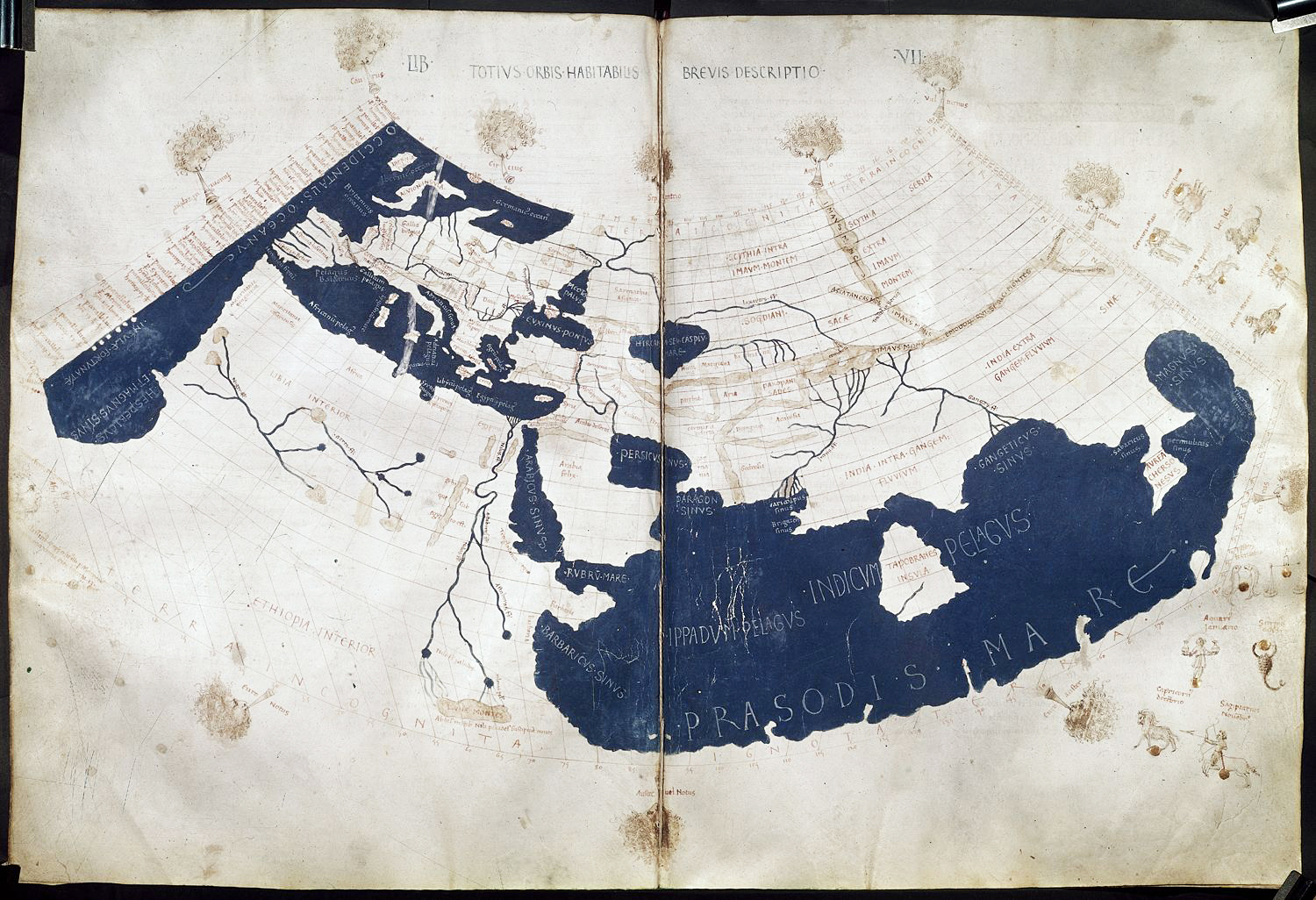
Bản phục dựng thời Phục Hưng bản đồ thế giới thứ nhất của Ptolemy, mô tả Vùng đất của Lụa (Serica) ở đông bắc châu Á cuối con đường Tơ lụa trên bộ và vùng đất của người Tần (Sinae) ở đông nam cuối đoạn hải tuyến; 1450–1475 CN, tác giả được cho là Francesco del Chierico và được dịch từ tiếng Hy Lạp sang tiếng Latinh bởi Emmanuel Chrysoloras và Jacobus Angelus.

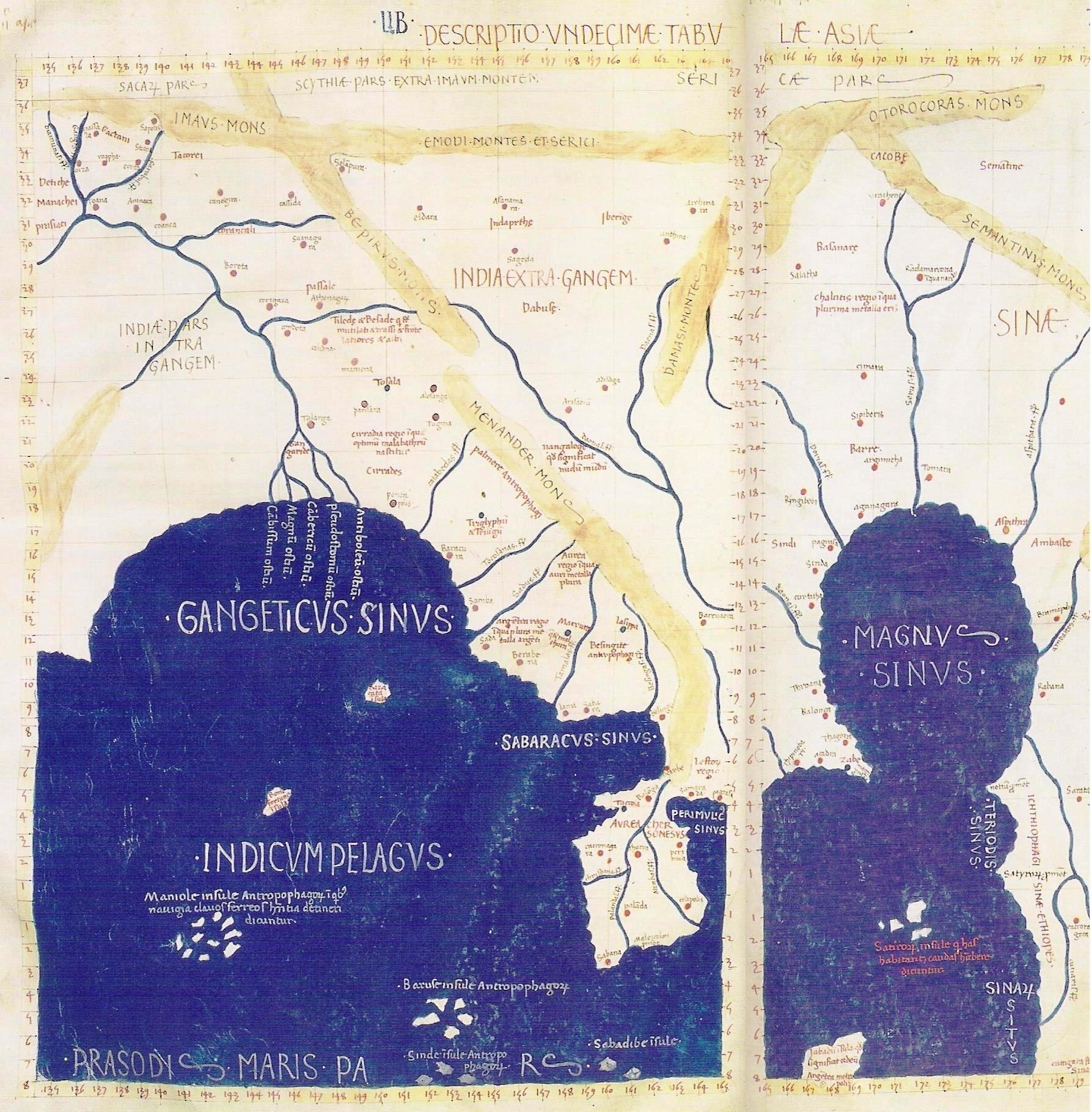
Bản phục dựng thời Phục Hưng của bản đồ châu Á thứ 11 của Ptolemy bao gồm Vịnh sông Hằng bên trái, Bán đảo Vàng (Malaysia) ở giữa, và Vịnh lớn (Vịnh Thái Lan) bên phải; vùng đất của người Sinae nằm ở phía đông và bắc bờ biển.

Bắt đầu từ thế kỷ thứ 1 TCN với các ghi chép của Virgil, Horace và Strabo, lịch sử La Mã chỉ đề cập những câu chuyện mơ hồ về Trung Quốc và những người Seres sản xuất lụa ở Viễn Đông, có lẽ là người Trung Quốc cổ đại. Sử gia La Mã vào thế kỷ thứ 2 là Florus dường như đã lẫn lộn Seres với các dân tộc Ấn Độ, ông ít nhất cũng ghi nhận rằng màu da của họ khác với người La Mã. Rõ ràng là các tác giả La Mã có một số nhầm lẫn về địa bàn của người Seres ở Trung Á hay Đông Á. Nhà địa lý học Pomponius Mela vào thế kỷ II khẳng định rằng vùng đất của người Seres tạo thành trung tâm phần bờ của một đại dương phía đông còn phía nam là Ấn Độ và phía bắc là địa bàn sống của người Scythia vùng thảo nguyên Á-Âu. Nhà sử học Ammianus Marcellinus (khoảng 330 - 400 CN) chép rằng vùng đất của người Seres bao quanh bởi con sông tên Bautis, có thể đang nói đến Hoàng Hà.
Mặc dù các nhà phác bản đồ La Mã đã biết rõ về sự tồn tại của Trung Quốc nhưng sự hiểu biết của họ không tường tận. Cuốn Địa lý của Ptolemy, phân chia vùng Đất Lụa (Serica) nằm ở cuối Con đường tơ lụa trên đất liền của Tần (Sinae) tiếp giáp biển. Sinae nằm ở bờ phía bắc Magnus Sinus và phía đông Golden Chersonese (Aurea Chersonesus, Bán đảo Mã Lai). Cảng chính nơi đây, Cattigara, có lẽ nằm ở đồng bằng sông Cửu Long. Vịnh Thái Lan và biển Đông liền nhau, và theo Marinus xứ Tyre cũng như Ptolemy, Ấn Độ Dương là một biển nội địa nên bờ biển ở phía Nam Campuchia phải cong vượt xích đạo trước khi chuyển hướng sang phía tây tiếp giáp miền Nam Libya (Châu Phi) Phần lớn các vùng đất này được đặt là terra incognita, nhưng khu vực đông bắc được đặt tên là Sinae.
Các nhà địa lý thời kỳ cổ điển như Strabo và Pliny Già thường chậm cập nhật thông tin mới vào công trình của họ, và có thái độ học thuật mang xu hướng thiên vị đối với các lĩnh vực hiểu biết mà họ yếu kém trong đó có bản đồ địa lý. Công trình của Ptolemy, với tư thái cởi mở, rất khác biệt với những tác giả còn lại, ông chấp nhận lấy dẫn nguồn từ các thương gia, mà với sự giúp đỡ của họ đã phác thảo được Vịnh Bengal. Trong tài liệu Περίπλους τῆς Ἐρυθρᾶς Θαλάσσης vào thế kỷ thứ nhất, của một tác giả người Hy Lạp khuyết danh, và là một thương gia của Ai Cập La Mã, cung cấp những hiểu biết sống động về các thành phố thương mại phía đông, rõ ràng ông đã viếng thăm nhiều địa điểm này. Chúng bao gồm các địa danh ở Ả Rập, Pakistan và Ấn Độ, bao gồm thời gian đi lại từ các con sông và thị trấn, nơi ông thả neo, địa điểm của các triều đình hoàng gia, lối sống của người dân địa phương và hàng hoá bán ở chợ của họ, và thời gian thuận lợi để đi thuyền từ Ai Cập đến những nơi này để bắt gió mùa. Periplus cũng đề cập đến một thành phố nội địa tuyệt vời, Thinae (nghĩa là Sinae) ở một quốc gia được gọi là This có lãnh thổ trải đến Caspi. Sử liệu ghi rằng lụa sản xuất ở đó đã được mang đến Ấn Độ láng giềng bằng sông Hằng và Bactria bằng đường bộ. Marinus và Ptolemy đã dựa vào lời thuật của một thủy thủ Hy Lạp tên là Alexander (có lẽ là một thương gia), về lối vào Cattigara (rất có thể là Óc Eo, Việt Nam). Alexander có nói thương gia La Mã hay tụ tập ở một đô thị của Miến Điện có tên là Tamala tây bắc bán đảo Mã Lai nơi các thương gia Ấn Độ vượt cạn eo đất Kra để đến Vịnh Perimulic (tức Vịnh Thái Lan). Alexander kể rằng phải mất hai mươi ngày để khởi hành từ Thái Lan tới một cảng mang tên "Zabia" (hay Zaba) ở miền Nam Việt Nam. Theo ông, người ta có thể tiếp tục dọc theo bờ biển (miền nam Việt Nam) từ Zabia cho đến cảng Cattigara sau vài ngày ("vài" ở đây được Marinus coi là "nhiều").
Cosmas Indicopleustes một nhà truyền giáo người Hy Lạp từ Alexandria, Đông La Mã vào thế kỷ 6 và một cựu thương gia có kinh nghiệm trong hoạt động thương mại Ấn Độ Dương, là người La Mã đầu tiên nói rõ về Trung Quốc trong tác phẩm của ông Χριστιανικὴ Τοπογραφία (khoảng năm 550). Ông gọi đất nước là Tzinista (trong tiếng Sanskrit là Chinasthana và tiếng Syriac là Sinistan từ Tấm bia Tây An được khắc vào năm 781 tìm thấy ở Tây An, Trung Quốc), nằm ở cực đông châu Á. Ông chép hải tuyến đến nơi này (đầu tiên chạy về phía đông và sau đó chạy dần lên phía bắc từ bờ biển phía nam của lục địa châu Á) và chính là con đường mà đinh hương được mang đến Sri Lanka để bán. Đời hoàng đế Đông La Mã Justinianus I (527-565), người Hy Lạp mua tơ lụa Trung Quốc từ các thương gia trung gian Sogdia. Họ tuồn lậu tằm từ Trung Quốc với sự giúp đỡ của các nhà truyền giáo, những người nói rằng vùng đất của Serindia nằm ở phía bắc Ấn Độ là nơi sản xuất tơ lụa tốt nhất. Có được sâu tằm, người Đông La Mã đã có thể tự sản xuất tơ lụa thay vì phải giao thương với kẻ thù là đế quốc Sasan.
Bị ảnh hưởng từ những người Tuốc ở Trung Á trong thời kỳ Bắc Ngụy (386-535), người La Mã ở phía đông gọi Trung Quốc là Taugast (tiếng Tuốc cổ: Tabghach) Theophylact Simocatta, một nhà sử học đời hoàng đế Heraclius (610-641), chép rằng Taugast (hoặc Taugas) là một đế quốc lớn ở phía đông kiến lập bởi người Tiên Ti, với một thành phố thủ đô cách 1.500 dặm (2.400 km) về phía đông bắc Ấn Độ mà ông gọi là Khubdan (từ tiếng Tuốc Khumdan dùng để chỉ kinh đô Trường An), nơi các tôn giáo Trung Quốc được thực hành và người dân sống theo luật lệ. Ông mô tả đế quốc Trung Quốc bị chia cắt bởi một con sông lớn (tức Dương Tử), là ranh giới giữa hai quốc gia đối địch trong chiến tranh, nhưng trong thời trị vì của Hoàng đế Byzantine là Maurice (582-602), những người miền bắc vận "áo đen" đã chinh phục người vận "áo đỏ" ở miền nam (màu đen là màu sắc đặc trưng của người dân Thiểm Tây, vị trí của Trường An kinh đô Nhà Tùy, theo nhà thám hiểm Hajji Mahomed, hoặc Chaggi Memet từ thế kỉ XVI) Ghi chép này có thể đang thuật lại cuộc chinh phạt nhà Trần Trung Quốc và sự thống nhất Trung Hoa đời Tùy Văn Đế (581-604). Simocatta gọi vua của họ là Taisson, mà ông khẳng định là Con của Chúa, có thể đang nói đến khái niệm Thiên tử hoặc tên của Đường Thái Tông (626-649). Nguồn sử liệu châu Âu thời Trung cổ ghi nhận ở Trung Quốc có hai quốc gia riêng biệt, với Cathay nằm ở phía bắc và Mangi nằm ở phía nam và họ đang có chiến tranh, Cathay là triều Nguyên do Hốt Tất Liệt (1260-1294) lập nên, họ chinh phục Mangi tức là triều đại Nam Tống.

### Sử liệu Trung Hoa

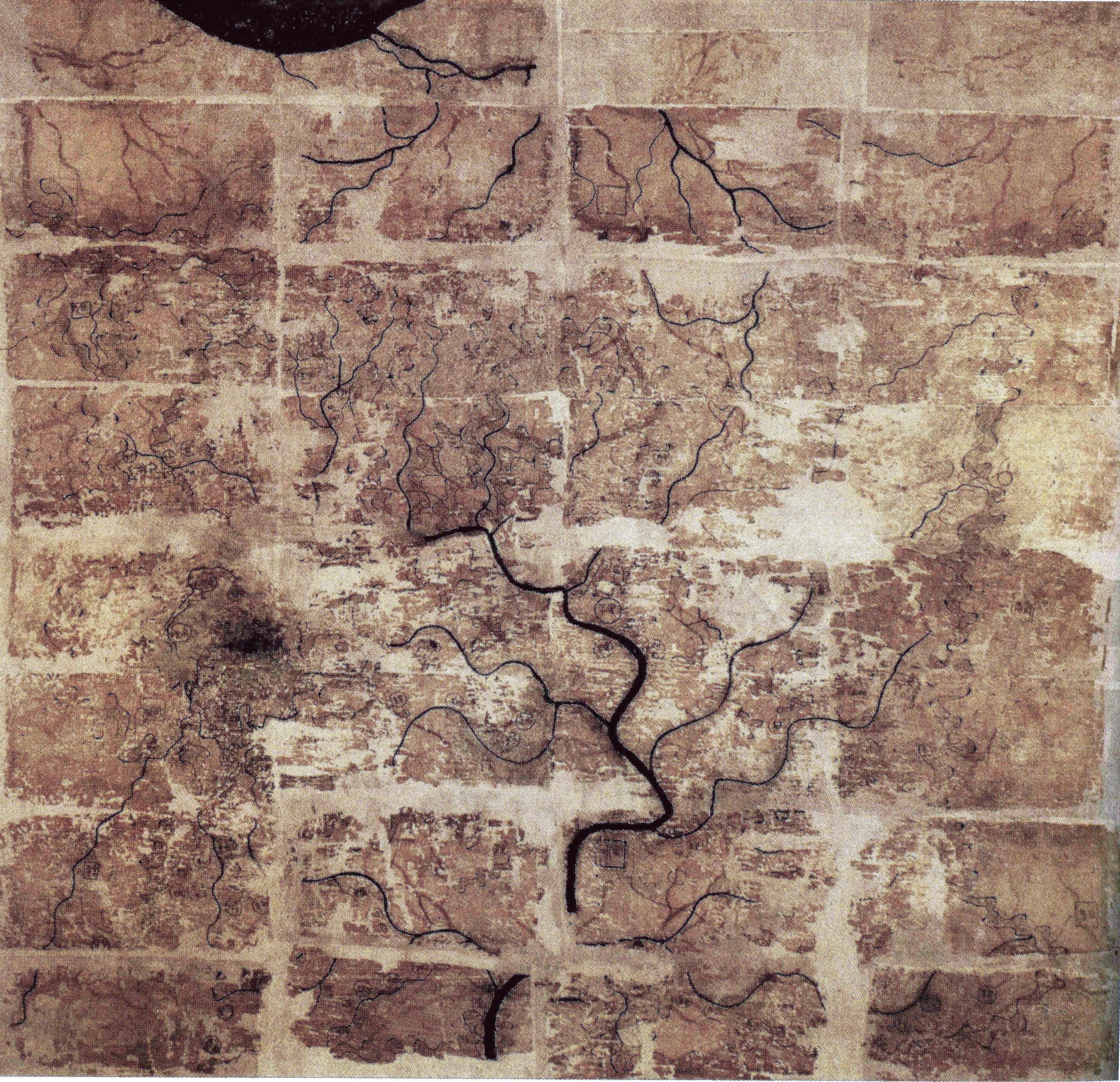
Bản đồ lụa Tây Hán tìm thấy ở mộ 3 của di chỉ Mã Vương Đồi, mô tả vương quốc Trường Sa và Nam Việt ở Nam Trung Quốc (phía trên của bản đồ), thế kỷ thứ 2 TCN

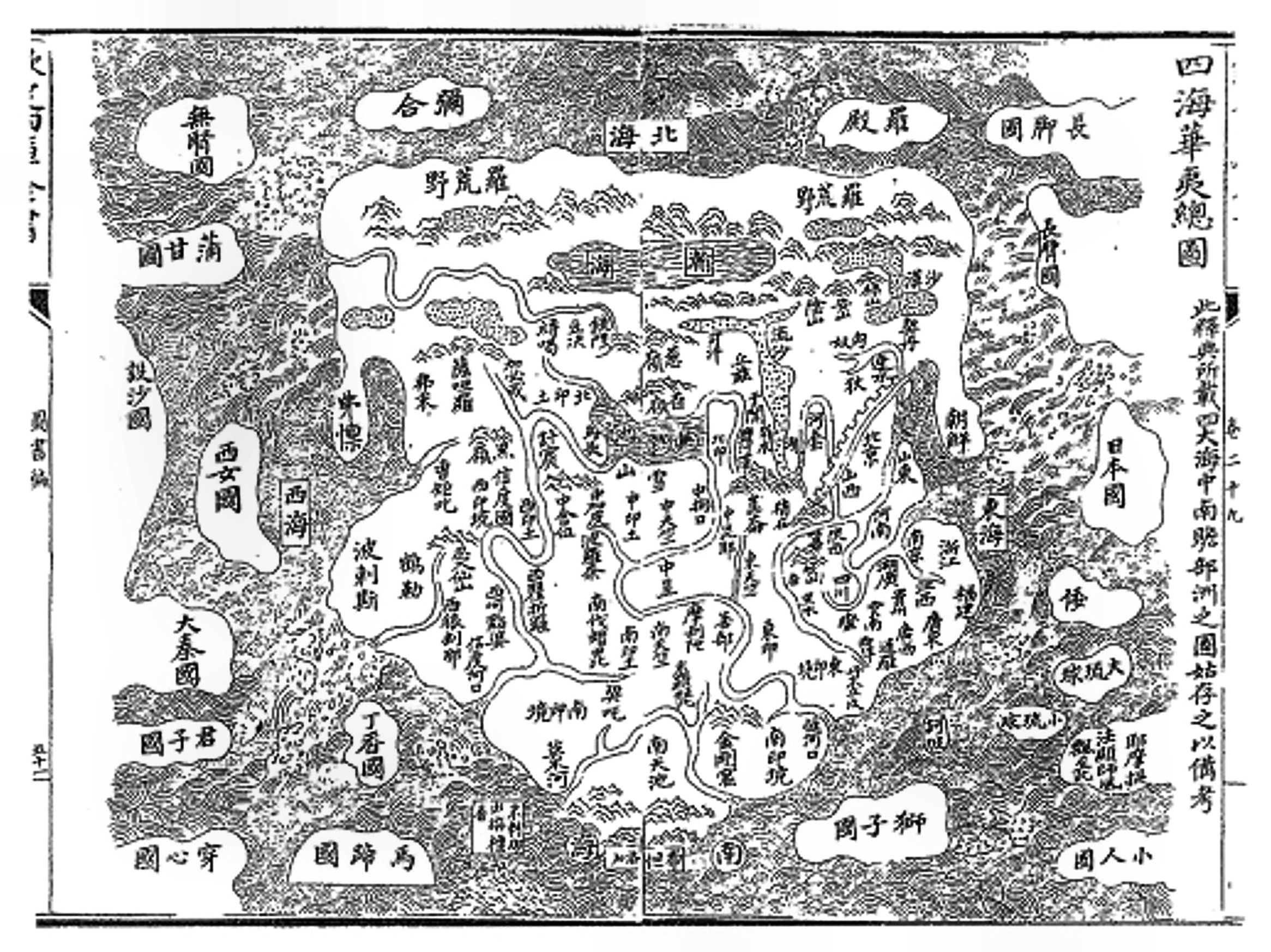
Đại Tần quốc (大秦國) ở mép phía tây của bản đồ thời Minh, Tứ Hải Hoa Di Tổng Đồ, năm 1532.

Thông tin chi tiết về địa lý Đế quốc La Mã (ít nhất là về các lãnh thổ cực đông của La Mã) có được đề cập trong lịch sử Trung Hoa. Sử ký của Tư Mã Thiên (khoảng 145-86 TCN) cung cấp các mô tả về các quốc gia vùng Trung Á và Tây Á. Những ghi chép này đã trở nên tường tận hơn trong Hán thư, đồng tác giả là Ban Cổ và em gái ông là Ban Chiêu, người thân của tướng Ban Siêu, vị tướng cầm quân chinh phạt Trung Á rồi mang quân về Trung Quốc vào năm 102. Tuy nhiên, các vùng cực tây của châu Á được mô tả trong Hậu Hán thư do Phạm Diệp biên soạn (398-445) đã hình thành cơ sở cho hầu hết các ghi chép sau đó về Đại Tần Các ghi chép này dường như mô tả hạn chế khu vực Levant, đặc biệt là Syria. Nhà ngôn ngữ học lịch sử Edwin G. Pulleyblank giải thích rằng các sử gia Trung Quốc coi Đại Tần (tức La Mã) là một thể "đối-Trung Quốc" (quan niệm Âm Dương) nằm ở phía bên kia thế giới đã biết của họ Theo Pulleyblank, "quan niệm của Trung Quốc về Đại Tần bị pha trộn với những quan niệm thần thoại cổ xưa về vùng viễn tây". Lịch sử Trung Quốc khi bàn về Đại Tần và Lập Kiên ("Li-kan", tức là Syria) coi chúng nằm trong cùng một quốc gia; Theo Yule, D. Leslie, và K. H.Gardiner, mô tả đầu tiên của Lập Kiên ở Sử ký đã phân định nó là Vương quốc Seleukos thời kỳ Hy Lạp hóa Pulleyblank cung cấp một số phân tích từ nguyên nhằm chứng minh quan điểm của ông, lập luận rằng Điều Chi (条支) ghi trong Sử ký rất có thể là Vương quốc Seleukos và rằng Lập Kiên, mặc dù vẫn chưa được hiểu rõ, có thể được xác định là Hyrcania ở Iran hoặc thậm chí Alexandria ở Ai Cập..
Ngụy lược của Ngư Hoạn (khoảng năm 239-265), được đề cập trong các chú thích của Tam Quốc chí (xuất bản năm 429 bởi Bùi Tùng Chi), cũng cung cấp nhiều chi tiết về phần cực đông của thế giới La Mã, bao gồm Địa Trung Hải. Về Ai Cập thuộc La Mã, cuốn sách mô tả ba phần gồm đồng bằng sông Nile, Heptanomis, và Thebaid; vị trí của Alexandria và khoảng cách đường bộ dọc theo sông Nile, cùng nhiều nội dung chi tiết khác. Trong tác phẩm Chư Phồn Chí của ông, thanh tra hải quan Tuyền Châu thời Tống Triệu Nhữ Quát (1170-1228) mô tả ngọn hải đăng Alexandria cổ đại. Cả hai cuốn Hậu Hán thư và Ngụy lược đề cập đến cây cầu phao "bay" (phi kiều 飛橋) trên sông Euphrates tại Zeugma, Commagene ở Anatolia thuộc La Mã. Ngụy lược cũng liệt kê các nước chư hầu quan trọng nhất của đế quốc La Mã, cung cấp địa điểm của chúng và khoảng cách giữa chúng theo đơn vị lý Friedrich Hirth (1885) xác định các địa điểm và các nước phụ thuộc La Mã có tên trong Ngụy lược, mặc dù một số còn gây tranh cãi. Hirth xác định Dĩ Phú (汜復) là Emesa, John E. Hill (2004) cung cấp bằng chứng văn bản và khẳng định rằng nó là Petra ở Vương quốc Nabatea, bị thu phục bởi La Mã vào năm 106 CN đời Trajan.
Cựu Đường thư và Tân Đường thư có chép rằng người Ả Rập (Đại Thực 大食) cử Ma Duệ (摩拽, bính âm: Móyè, tức Muawiyah I, thống đốc của Syria và sau đó là caliph Umayyad, khoảng 661-680) mang quân vây hãm thành Constantinople và khuất phục đế quốc Byzantine. Các sử liệu trên cũng mô tả Constantinople với các chi tiết như tường thành làm bằng đá granit khổng lồ và đồng hồ nước gắn với một bức tượng người bằng vàng. Henry Yule lưu ý rằng ngay cả tên của nhà thương thuyết Byzantine "Yenyo" (hay John Pitzigaudes) được đề cập đến trong các sử liệu của Trung Quốc, một sứ thần không được đặt tên trong ghi chép của Edward Gibbon là người đàn ông đã được gửi đến Damascus để thương lượng với các vì vua Umayyad, theo sau đó chỉ một vài năm là sự gia tăng đáp ứng yêu cầu về của cải triều cống từ Byzantines Tân Đường thư và Văn hiến thông khảo mô tả vùng đất Nubia (vương quốc Kush hay Aksum) là một sa mạc phía tây nam của Đế quốc Byzantine đã bị nạn dịch sốt rét, nơi đó người bản địa có da đen và ăn chà là. Trong thảo luận về ba tôn giáo chính của Nubia (Sudan), Văn hiến thông khảo đề cập đến tôn giáo "Đại Tần" (Thiên chúa giáo) ở đó và ngày Sabát của những người theo đức tin Đại Thực (tức là Hồi giáo Ả Rập) Tân Đường thư cũng ghi chép về y học phẫu thuật của người Đông La Mã, phẫu thuật khoan sọ để loại bỏ ký sinh trùng từ não.

## Sứ thần và các cuộc hành trình

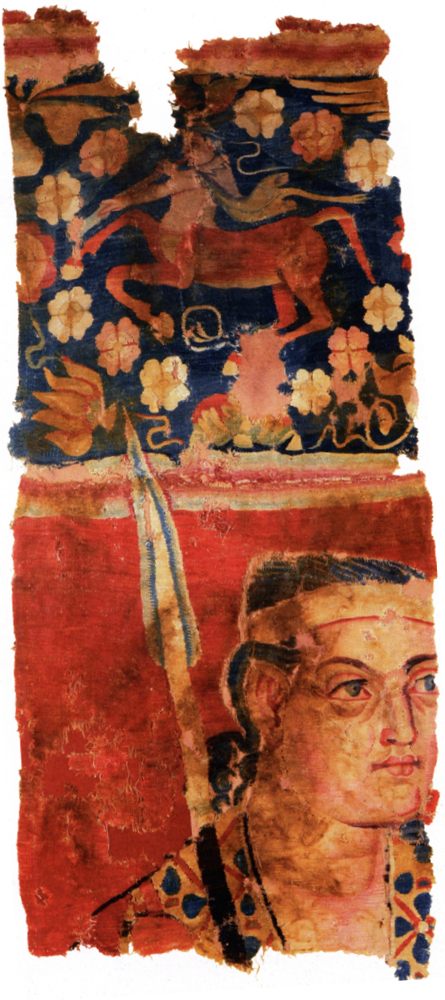
Thảm Sampul, một tấm treo tường bằng vải ở Lop, Hotan, Tân Cương, Trung Quốc, mô tả một người lính, có thể mang gốc Hy Lạp từ vương quốc Hy Lạp Bactria (250–125 TCN), với mắt xanh, cầm giáo, và có thể đang đeo một cái diadem; phía trên là một con nhân ngưu, từ thần thoại Hy Lạp, một mô típ trong nghệ thuật thời kỳ Hy Lạp hóa; Bảo tàng Tân Cương.

### Tiền đề
Hy Lạp thời kì Hy Lạp hóa và nhà Tần cuối thế kỷ III TCN có thể đã tiếp xúc với nhau, sau các chiến dịch ở Trung Á của Alexandros Đại đế và sự thành lập các vương quốc Hy Lạp tương đối gần với Trung Quốc, chẳng hạn như Vương quốc Hy Lạp-Bactria. Các cuộc khai quật tại Lăng Tần Thủy Hoàng (khoảng 221–210 TCN) cho thấy người Hy Lạp cổ đại có thể đã gửi cống phẩm dâng lên nhà Tần và ảnh hưởng đến một số tác phẩm nghệ thuật được chôn cất ở đó, bao gồm một vài ví dụ về đội quân đất nung nổi tiếng. Giao lưu văn hóa vào thời kỳ sơ khai như vậy thường chỉ được coi là những phỏng đoán trong giới học thuật, nhưng cuộc khai quật một ngôi mộ thế kỷ thứ IV TCN ở tỉnh Cam Túc thuộc nước Tần đã phát hiện những món đồ phương Tây quý như hạt thủy tinh và đồ tráng men xanh (có thể là faïence) có nguồn gốc Địa Trung Hải. Mối quan hệ thương mại và ngoại giao giữa Đế quốc Hán của Trung Quốc với tàn tích của nền văn minh Hy Lạp cổ đại dưới sự cai trị của người du mục Nguyệt Chi bắt đầu với các chuyến hành trình qua Trung Á của sứ thần nhà Hán Trương Khiên (mất năm 113 TCN). Ông đã bẩm báo cho Hán Vũ Đế về "Đại Uyên" ở Thung lũng Fergana, với Alexandria Eschate là thủ đô của họ, và "Đại Hạ" xứ Bactria, ở nơi ngày nay là Afghanistan và Tajikistan. Lữ khách La Mã nổi tiếng duy nhất đã đến thăm rìa cực đông của Trung Á là Maes Titianus, sống dưới triều đại của Trajan vào cuối thế kỷ I hoặc đầu thế kỷ II CN , người đã đến thăm "Tháp đá", được các nhà sử học hiện đại xác định là Tashkurgan thuộc dãy núi Pamir ở Trung Quốc  hoặc một di tích tương tự ở Thung lũng Alai phía tây Kashgar, Tân Cương, Trung Quốc.

### Sứ bộ yết kiến Augustus
Nhà sử học Florus đã mô tả chuyến thăm của nhiều sứ thần, bao gồm cả tộc "Seres" (có thể là người Trung Quốc) đến triều đình của Hoàng đế La Mã đầu tiên Augustus (27 TCN - 14 CN):
Ngay cả những nước còn lại trên thế giới không chịu sự ảnh hưởng của đế quốc cũng cảm nhận được sự hùng vĩ của nó, và ngước nhìn với sự tôn kính đối với người dân La Mã, kẻ chinh phục vĩ đại của các quốc gia. Vì vậy, ngay cả người Scythia và người Sarmatia cũng đã cử sứ giả đến tìm kiếm tình hòa hữu với La Mã. Không, những người Seres cũng đến như vậy, và những người Ấn Độ cư ngụ dưới ánh mặt trời thẳng đứng, mang theo những món quà bằng đá quý, ngọc trai và voi, nhưng tất cả chỉ nghĩ về sự rộng lớn của cuộc hành trình mà họ đã thực hiện, và nói là đã tốn đến bốn năm. Trên thực tế, cần nhìn vào nước da của họ để thấy rằng họ là người của thế giới khác không phải của chúng ta.

Trong toàn bộ kho tư liệu văn học và lịch sử La Mã, Yule không thể phát hiện ra bất kỳ đề cập nào khác về cuộc gặp gỡ ngoại giao trực tiếp như vậy giữa người La Mã và người Seres. Ông suy đoán rằng những người này có nhiều khả năng là thương nhân tư hơn là nhà ngoại giao, vì các ghi chép của Trung Quốc khẳng định rằng Cam Anh là người Trung Quốc đầu tiên đi xa về phía tây tận Thiêu Chi (條支; Lưỡng Hà) vào năm 97 CN. Yule lưu ý rằng cuốn Cẩm nang biển vào thế kỷ I CN có đề cập rằng người xứ Thinae (Sinae) hiếm khi gặp được, vì những khó khăn khi tiếp cận đất nước đó. Cuốn sách nói rằng đất nước của họ, nằm dưới chòm Tiểu Hùng và trên vùng đất xa xôi nhất chưa được biết đến của Biển Caspi, là nơi xuất xứ của lụa thô và vải lụa mịn được buôn bán trên bộ từ Bactria đến Barygaza, cũng như xuống sông Hằng.

### Sứ thần Cam Anh

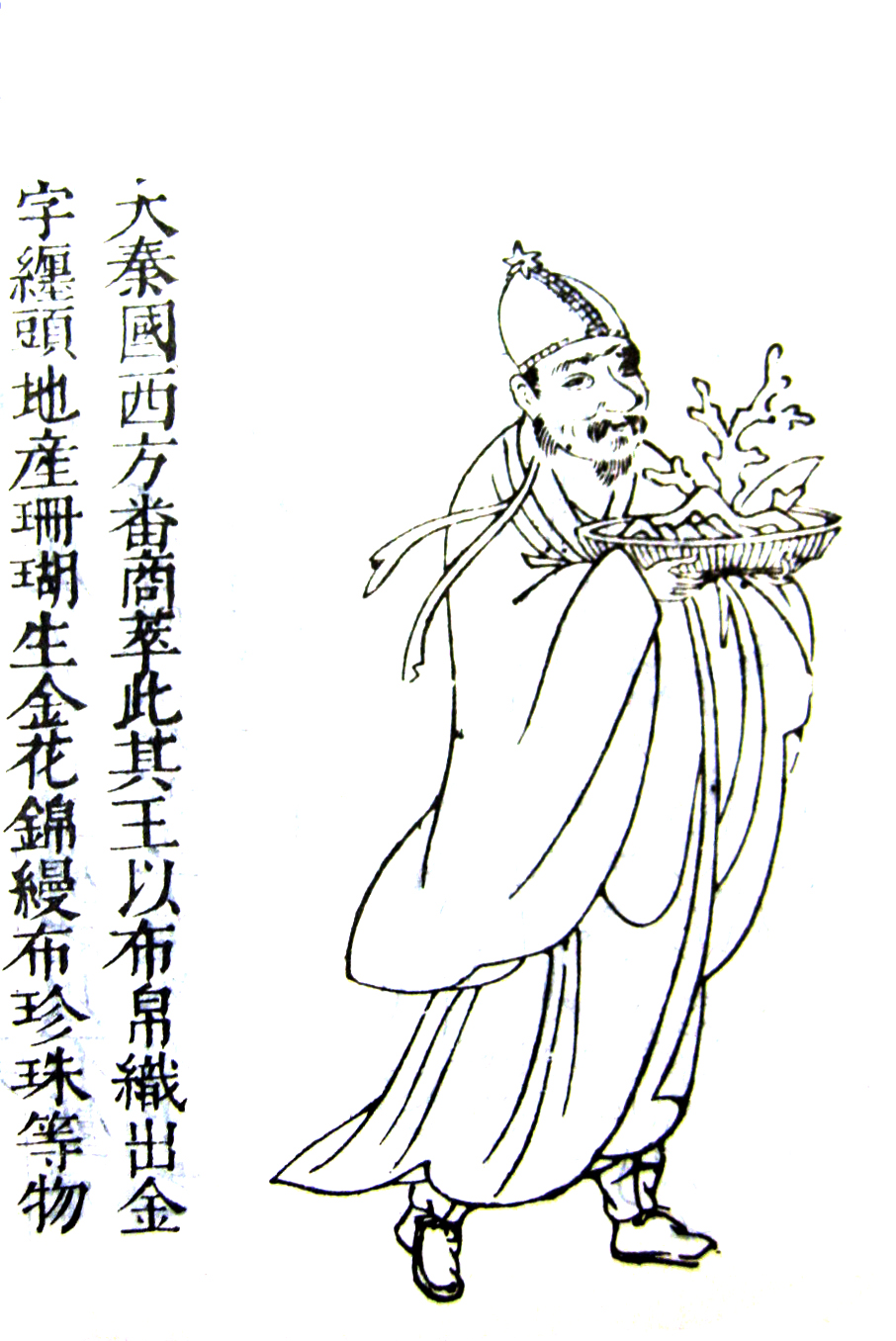
Người Đại Tần theo mô tả của người Trung Quốc, từ Tam tài đồ hội, thời nhà Minh năm 1609

Vị tướng Đông Hán Ban Siêu (32–102 CN) cầm binh tái chiếm Tây Vực (bồn địa Tarim của Tân Cương) và đưa nó trở lại dưới tầm ảnh hưởng của Trung Quốc. Ông đánh bại tộc Nguyệt Chi vào năm 90 CN và Hung Nô phương Bắc năm 91 CN, buộc các thành bang như Kucha và Turfan, Khotan và Kashgar phải quy thuận (các khu định cư của người Tochari và người Saka Ấn-Âu), và cuối cùng là Karasahr vào năm 94 CN. Một phái bộ của đế quốc Parthia trước đó đã diện kiến triều đình Hán vào năm 89 CN và trong khi Ban Siêu đóng quân ở Khotan, một đoàn sứ khác của Parthia đến vào năm 101 CN, lần này mang theo những món quà lạ hiếm như đà điểu.
Vào năm 97 CN, Ban Siêu đã cử một sứ thần tên Cam Anh đi khám phá vùng viễn tây. Cam Anh xuất phát từ bồn địa Tarim đến Parthia rồi đến Vịnh Ba Tư. Ông để lại một ghi chép chi tiết về các nước phương Tây; ông có thế đã đi tới tận vùng Lưỡng Hà, khi đó nằm dưới sự kiểm soát của đế quốc Parthia. Ông tính đi thuyền đến Đế quốc La Mã, nhưng do dự khi được thông báo rằng chuyến đi sẽ rất nguy hiểm và có thể kéo dài tận hai năm. Ông trở về Trung Quốc mang theo nhiều thông tin mới về các nước ở phía tây của vùng lãnh thổ do Trung Quốc kiểm soát đến Địa Trung Hải.
Cam Anh được cho là đã để lại một bản báo cáo về Đế quốc La Mã (Đại Tần trong tiếng Trung Quốc) dựa vào các nguồn thứ cấp — có khả năng là các câu chuyện truyền miệng của thủy thủ ở các hải cảng mà ông đã đến thăm. Hậu Hán Thư định vị nó ở Hải Tây ("biển phía tây", hay Ai Cập thuộc La Mã; biển được người Hy Lạp và La Mã gọi là Biển Erythraean, bao gồm Vịnh Ba Tư, Biển Ả Rập và Biển Đỏ):
Lãnh thổ họ rộng ngàn lí [một lí thời Hán tương đương 415.8 m]. Họ đặt trạm tiếp thu giữa các đoạn đường, đều được trát vữa và bôi vôi. Ở đây có thông và bách, cùng đủ loại cây và thực vật. Có hơn bốn trăm thành trì. Có hàng chục tiểu quốc lệ thuộc. Tường thành được làm bằng đá.

Hậu Hán Thư còn nói thêm, tuy không chính xác, về bộ máy chính quyền La Mã:
Vua của họ không phải là người nắm quyền vĩnh viễn, mà là người tài giỏi được lập lên ngôi. Nếu trong nước gặp tai ương bất thường, họ phế bỏ và lập mới, người bị phế truất cam chịu mà không oán giận. Dân nước ấy cao lớn và cân đối, giống với người Hán, nên gọi là Đại Tần.

Yule lưu ý rằng mặc dù mô tả về Hiến pháp La Mã có bị bóp méo, nhưng Hậu Hán Thư đã đưa ra một mô tả chính xác về nghề đánh bắt cá rạn san hô ở Địa Trung Hải. San hô là một mặt hàng xa xỉ có giá trị cao ở Trung Quốc, được nhập khẩu cùng với các mặt hàng khác từ Ấn Độ (chủ yếu từ đường bộ và có lẽ cả đường biển), nơi người La Mã bán san hô đổi lấy ngọc trai. Danh sách gốc của các sản phẩm La Mã được đưa ra trong Hậu Hán Thư, chẳng hạn như lụa biển, thủy tinh, hổ phách, chu sa và vải amiăng, được mở rộng trong cuốn Ngụy Lược. Ngụy Lược cũng nói rằng vào năm 134, vua Sơ Lặc (Kashgar), là con tin tại triều đình của đế quốc Quý Sương, đã dâng đá quý có nguồn gốc từ Hải Tây lên triều đình Đông Hán. Sử gia Phạm Diệp viết rằng người Trung Quốc trước đây chưa bao giờ đến những vùng xa xôi phía Tây này, nhưng Cam Anh đã giúp người Hán biết về vùng đất, phong tục và sản phẩm của họ. Hậu Hán Thư cũng khẳng định rằng người Parthia (tiếng Trung: 安息; An Tức) muốn "kiểm soát việc buôn bán các loại lụa đa sắc màu của Trung Quốc" và do đó cố ý cản người La Mã tiếp cận Trung Hoa.

### Người Hy-La ở Miến Điện?

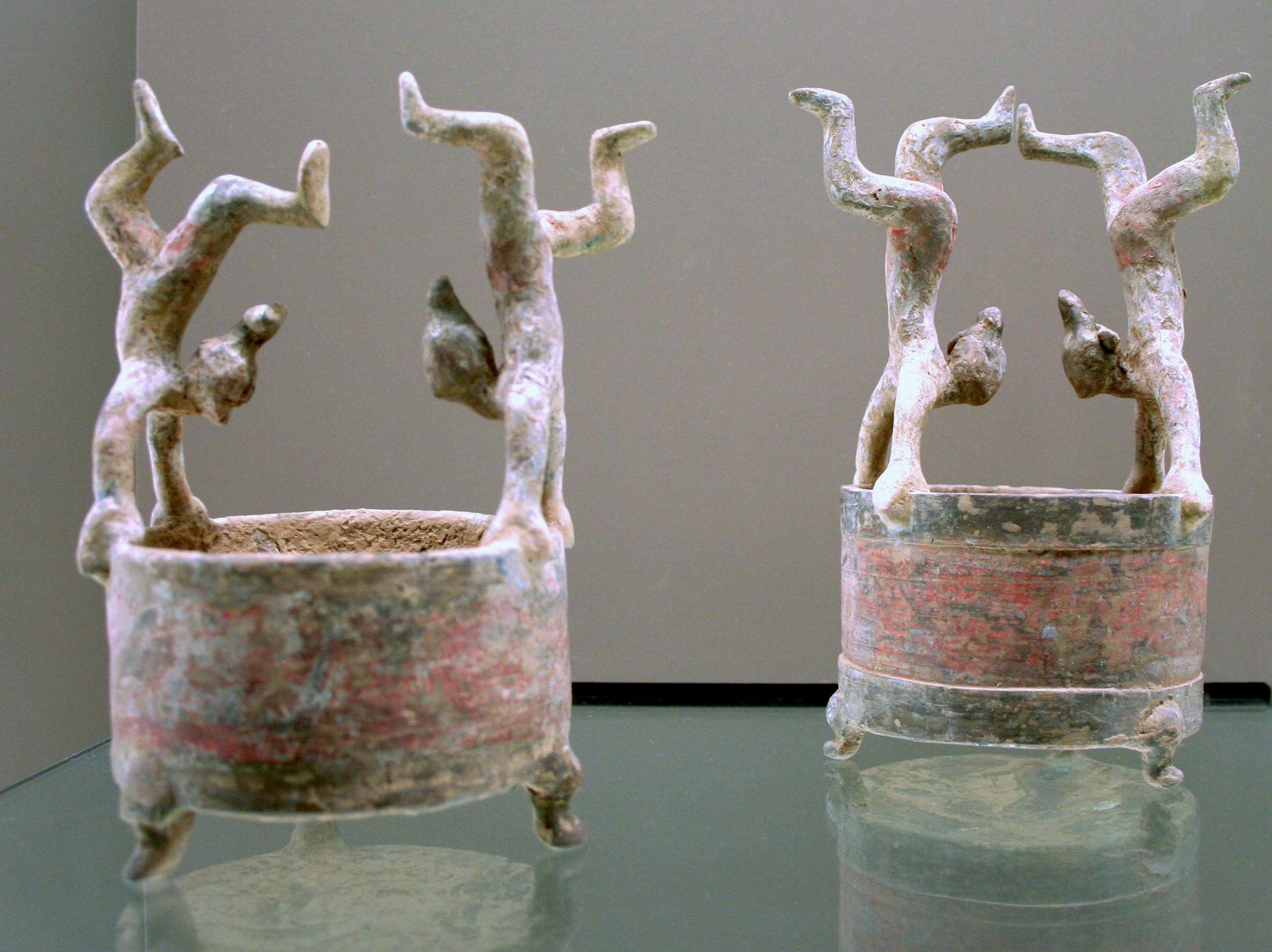
Tạo tác thời Tây Hán cho thấy các diễn viên nhào lộn đang giữ thăng bằng bằng hai tay; cuốn Sử Ký và Hán Thư có chép rằng Mithridates II của đế quốc Parthia gửi quà là các diễn viên tung hứng Syria tới triều đình Hán Vũ Đế; cuốn Hậu Hán Thư chép rằng một vị vua Miến Điện đã gửi các diễn viên nhào lộn Đại Tần tới Hán An Đế năm 120 CN.

Một nhóm các nghệ sĩ biểu diễn nhào lộn Hy Lạp, những người tự nhận đến từ một nơi "phía tây của biển" (Ai Cập thuộc La Mã, mà Hậu Hán Thư nhắc đến đế quốc Đại Tần), đã được một vị vua Miến Điện gửi tới triều đình Hán An Đế vào năm 120. Ở Đế quốc Parthia và Đế quốc Quý Sương, người Hy Lạp tiếp tục được tuyển dụng sau thời kỳ Hy Lạp hóa làm nhạc sĩ và vận động viên. Hậu Hán Thư chép rằng Hán An Đế đã chuyển những người này từ vùng nông thôn đến kinh đô Lạc Dương, nơi họ biểu diễn tại triều đình của ông và được tặng thưởng vàng, bạc và các món quà khác. Về gốc gác của những người nghệ sĩ này, Raoul McLaughlin suy đoán rằng người La Mã đã bán nô lệ cho người Miến Điện và đây là cách những người này đến Miến Điện trước khi họ được gửi sang Trung Quốc. Những người tung hứng Syria rất nổi tiếng trong văn học Cổ điển phương Tây, và các sử liệu của Trung Quốc từ thế kỷ thứ 2 TCN đến thế kỷ thứ 2 CN dường như cũng đề cập đến họ.

### Sứ bộ La Mã đầu tiên

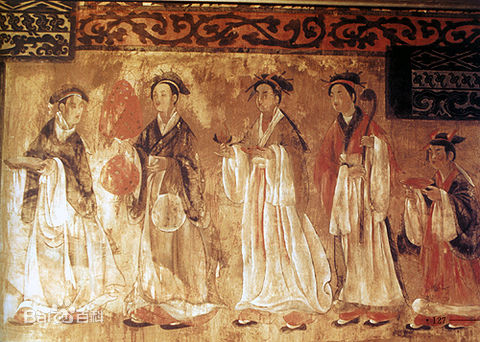
Bức tranh tường mô tả phụ nữ mặc Hán phục từ khu mộ Tá Hổ Đình (Hán tự: 打虎亭汉墓, bính âm: Dahuting Han mu) thời Đông Hán muộn, tọa lạc tại Trịnh Châu, Hà Nam, Trung Quốc

Hậu Hán Thư chép rằng có một nhóm thương nhân tự xưng là sứ bộ La Mã tới Trung Quốc vào năm 166 CN. Họ khẳng định là được cử tới đây bởi "vua Đại Tần" (La Mã) tên là "An Đôn" (Hán tự: 安敦; đọc trại của Anton, một trong hai hoàng đế La Mã Antoninus Pius hoặc Marcus Aurelius Antoninus):
"... 其王常欲通使于汉，而安息欲以汉缯彩与之交市，故遮阂不得自达。至桓帝延熹九年，大秦王安敦遣使自日南徼外献象牙、犀角、瑇瑁，始乃一通焉。其所表贡，并无珍异，疑传者过焉。"

"... Vua nước này thường muốn truyền sứ sang nhà Hán. Nhưng An Tức (Parthia) muốn giao thương với họ bằng lụa Hán nên cản không cho qua, vì vậy họ không có quan hệ trực tiếp với nhà Hán. Tới năm Diên Hi (延熹) thứ chín của Hoàn Đế (166 CN), vua Đại Tần là An Đôn (安敦) cử sứ giả từ ngoài Nhật Nam (日南) đến dâng ngà voi, sừng tê giác, đồi mồi. Chỉ từ lần đó hai nước mới có liên lạc với nhau."— 《后汉书·西域传》 "Tây Vực Truyện" trong Hậu Hán Thư (ch. 88)

Sau khi Antoninus Pius băng hà vào năm 161 CN, chức hoàng đế được nhường cho Marcus Aurelius Antoninus nên sứ bộ năm 166 CN có lẽ đã nhầm lẫn về người gửi họ đi vì cả hai hoàng đế đều có tên "Antoninus". Phái bộ La Mã đến từ phía nam (do đó có lẽ đi bằng đường biển), tiến vào Trung Quốc qua biên giới Nhật Nam hoặc Bắc Bộ Việt Nam ngày nay. Họ dâng những món quà gồm sừng tê giác, ngà voi và mai rùa, có lẽ đã mua trước đó từ vùng Nam Á. Hậu Hán Thư cũng nói rằng đây là lần đầu tiên có sự tiếp xúc trực tiếp giữa hai quốc gia. Yule suy đoán rằng lữ khách La Mã đã mất đồ ban đầu của họ do bị cướp hoặc đắm tàu và đã sử dụng những món quà này để thay thế, khiến các nguồn Trung Quốc nghi ngờ rằng họ giữ lại những đồ vật quý giá hơn, mà Yule lưu ý là lời chỉ trích tương tự cũng nhắm vào nhà truyền giáo Giovanni da Montecorvino khi ông này đến Trung Quốc vào cuối thế kỷ XIII. Các nhà sử học Rafe de Crespigny, Peter Fibiger Bang và Warwick Ball tin rằng đây rất có thể chỉ là một nhóm thương nhân La Mã chứ không phải các nhà ngoại giao chính thức do Marcus Aurelius cử đến. Crespigny nhấn mạnh rằng sự hiện diện của sứ thần La Mã này cũng như những đại sứ khác từ Thiên Chủ (phía bắc Ấn Độ) và Phù Dư (ở Mãn Châu) đã mang lại uy tín rất cần thiết cho Hán Hoàn Đế, vì ông đang phải đối mặt với những rắc rối chính trị nghiêm trọng từ việc bức tử Lương Ký, người thâu tóm triều chính nhà Hán sau cái chết của em gái mình, Lương Nạp. Yule cho rằng sứ bộ La Mã đã đến Giao Chỉ, cùng tuyến đường mà các sử liệu Trung Quốc cho rằng các sứ bộ từ Thiên Chủ đã sử dụng vào các năm 159 và 161 CN.

### Các sứ bộ La Mã sau đó

Minh họa cảnh các sứ thần của Đông La Mã yết kiến Đường Thái Tông vào năm 643 CN

Ngụy lược và Lương thư có chép một thương nhân tên là Tần Luân (秦論) người Đại Tần tới Giao Châu (miền Bắc Việt Nam do Trung Quốc kiểm soát) năm 226 CN. Wu Miao (Ngô Mạc?), Thái thú Giao Chỉ, trình ông lên cho Tôn Quyền (vua Đông Ngô thời Tam Quốc) ở Nam Kinh, rồi còn tra hỏi về gốc gác của người này. Một đoàn hộ tống được thành lập để đưa thương nhân này trở về cùng với mười nữ và mười nam "người lùn da đen" mà ông ta yêu cầu vì tò mò. Lưu Hiền người Huệ Tể (ở Chiết Giang) đồng hành với họ nhưng ốm chết trên đường. Cũng theo Ngụy lược và Lương thư, các thương gia La Mã có hoạt động ở Phù Nam, nay là Campuchia và Việt Nam, một khẳng định được hỗ trợ bởi khảo cổ học hiện đại về các vật phẩm Địa Trung Hải cổ đại được phát hiện ở các nước Đông Nam Á như Việt Nam, Thái Lan, Malaysia và Indonesia.
Yule đề cập rằng vào đầu thế kỷ III, một vị vua Đại Tần đã gửi một sứ bộ đến triều đình Tào Ngụy miền Bắc Trung Quốc (220–266 CN) đem theo đồ thủy tinh với đủ loại màu sắc. Vài năm sau, một nghệ nhân ở Đại Tần đã chỉ cho người Trung Quốc cách chế tạo thủy tinh từ lửa (kỷ thuật thổi thủy tinh), một thứ rất mới lạ với người Trung Quốc.
Một sứ bộ khác từ Đại Tần được ghi chép là đã mang quà triều cống cho nhà Tấn (266–420 CN). Sự kiện diễn ra vào năm 284 CN đời Tấn Vũ Đế (266–290 CN), và được ghi lại trong Tấn Thư và cuốn Văn Hiến Thông Khảo sau này.. Sứ bộ này có lẽ được gửi đi bởi Hoàng đế Carus (khoảng 282–283 CN) có thời trị vì ngắn ngủi, lúc đó đang có chiến tranh với đế quốc Sasan đời vua Bahram II.

### Phất Lâm: sứ bộ của Đông La Mã

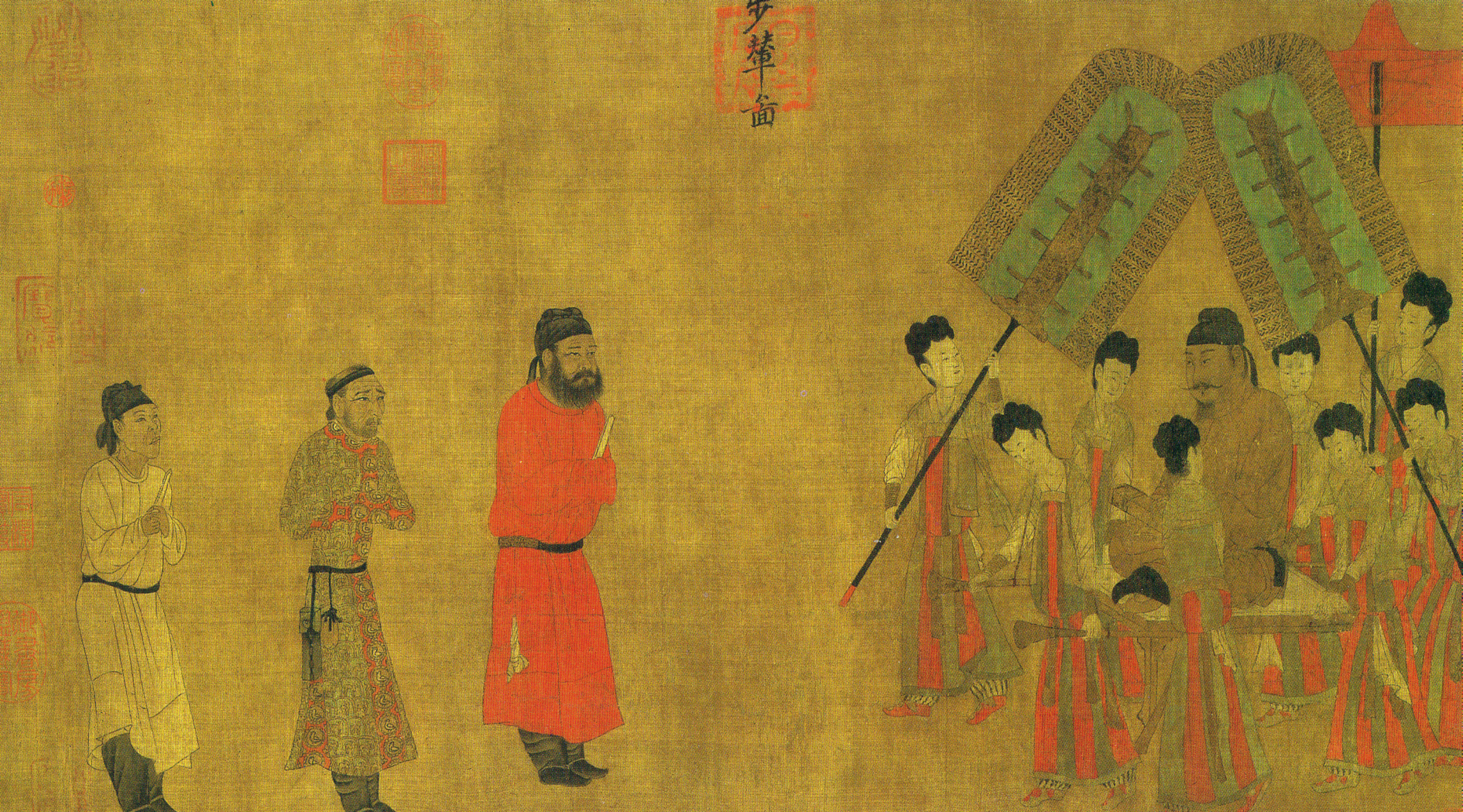
Đường Thái Tông tiếp sứ bộ từ Tây Tạng.

Sử sách Trung Quốc thời nhà Đường (618–907 CN) có chép các cuộc gặp gỡ với các thương nhân từ "Phất Lâm" (拂菻), dùng để chỉ Đế quốc Byzantine. Cuộc tiếp xúc ngoại giao đầu tiên được ghi lại diễn ra vào năm 643 CN đời vua Constans II (641–668 CN) và Đường Thái Tông (626–649 CN). Cựu Đường Thư, rồi Tân Đường Thư, ghép tên của Constans II là "Ba Đa Lực" (波多力, bính âm: Bōduōlì), mà Hirth phỏng đoán là phiên âm của từ Kōnstantinos Pogonatos (Constantine Người có râu), còn gọi ông là vương (王 wáng). Yule và S. A. M. Adshead đưa ra một cách chuyển ngữ khác bắt nguồn từ từ "tộc trưởng" hoặc "người gia trưởng" (patrician), có thể là ám chỉ đến một trong những vị quan nhiếp chính cho vị hoàng đế La Mã 13 tuổi này. Sử sách nhà Đường chép rằng Constans II đã cử một sứ bộ vào năm Trinh Quan (貞觀) thứ 17 (643 CN), mang theo những món quà bằng thủy tinh đỏ và đá quý màu xanh lục. Yule chỉ ra rằng Yazdegerd III (632–651 CN), người cai trị cuối cùng của Đế quốc Sasan, đã cử các nhà ngoại giao đến Trung Quốc để đảm bảo viện trợ từ Thái Tông (được coi là vị vua của Ferghana ở Trung Á) do mất vùng huyết mạch Ba Tư vào tay Nhà Rashidun Hồi giáo. Bối cảnh đó cũng đã có thể thúc đẩy người Byzantine cử sứ giả đến Trung Quốc để tìm viện trợ do mất tỉnh Syria vào tay người Hồi giáo. Các sử liệu thời Đường Trung Quốc cũng ghi lại sự kiện hoàng tử Sasan là Peroz III (636–679 CN) chạy sang nhà Đường lánh nạn sau khi quân đội Hồi giáo chinh phạt toàn bộ Ba Tư.
Yule khẳng định rằng các sứ bộ Phất Lâm còn sang sứ nhà Đường vào các năm 711 và 719 CN, với một sứ bộ khác vào năm 742 CN có thể bao gồm các nhà sư Cách giáo. Adshead liệt kê bốn cuộc tiếp xúc ngoại giao chính thức với Phất Lâm trong Cựu Đường Thư vào các năm 643, 667, 701 và 719 CN. Ông suy đoán rằng sự vắng mặt của những sứ mệnh này trong các nguồn sử học phương Tây có thể được giải thích bởi cách người Byzantine xem các mối quan hệ chính trị với các cường quốc phương Đông, cũng có khả năng các đoàn sứ được cử đi bởi các quan chức biên phòng thay vì thay mặt cho chính phủ trung ương. Yule và Adshead đồng tình rằng một phái bộ ngoại giao của Phất Lâm đã được cử đi đời Justinian II (k. 685–695 CN; 705–711 CN). Yule cho rằng nó xảy ra vào năm hoàng đế băng hà, năm 711 CN, trong khi Adshead cho rằng nó diễn ra vào năm 701 CN trong thời Leontios soán ngôi và hoàng đế bị lưu đày ở Crimea, có lẽ đây là lý do cho sự thiếu sót của nó trong thư tịch Byzantine và sự nhầm lẫn của sử Trung Quốc về chính xác ai đã cử họ đi. Justinian II giành lại ngôi vị với sự trợ giúp của người Bulgar và liên hôn với người Khazar. Do đó, Adshead tin rằng một sứ mệnh được gửi đến nhà Đường sẽ ăn khớp với các nước đi chính trị của Justinian II, đặc biệt nếu ông biết về sự trợ giúp quân sự của Võ Tắc Thiên dành cho Narsieh, con trai của Peroz III, chống lại người Ả Rập ở Trung Á vào cuối thế kỷ VII.
Năm 719, một sứ bộ Phất Lâm có vẻ là do Leon III (717–741 CN) cử đi đến triều đình của Đường Huyền Tông (khoảng 712–756 CN), cùng khoảng thời gian mà hoàng đế Byzantine này tiếp tục liên minh hôn nhân với người Khazar. Nó xảy ra đồng thời lúc Leon III vừa đánh bại người Ả Rập vào năm 717 CN. Biên niên sử Trung Quốc ghi lại rằng "Vào tháng đầu tiên của năm Khai Nguyên thứ bảy [719 CN], lãnh chúa của họ [拂菻王,"Vua Phất Lâm"] đã cử Ta-shou-ling [một quan chức cấp cao] từ Thổ Hỏa La [吐火羅, Tokhara] (...) để dâng sư tử và linh dương, mỗi loài hai con. Vài tháng sau, ông ta gửi thêm Ta-te-seng ["các linh mục tài giỏi"] đến triều đình ta để cống nạp." Trong chuyến đi dài này, sứ bộ này có thể đã đến thăm vị vua Turk Shahis của Afghanistan, vì con trai của nhà vua lấy tước hiệu "Fromo Kesaro" khi ông lên ngôi vào năm 739 CN. "Fromo Kesaro" là phiên âm của "Caesar La Mã", có lẽ được chọn là để vinh danh "Caesar", tước hiệu của Leon III, người đã đánh bại kẻ thù chung là người Ả Rập. Trong các nguồn tiếng Trung, "Fromo Kesaro" được phiên âm thành "Phất Lâm Kế Sa" (拂菻罽娑), "Phất Lâm" (拂菻) là tên tiêu chuẩn thời Đường cho "Đế quốc Byzantine". Năm đi sứ này trùng với thời gian Huyền Tông từ chối viện trợ cho người Sogdia ở Bukhara và Samarkand chống lại lực lượng xâm lược Ả Rập. Một sứ bộ từ Caliphate Umayyad đã được Đường triều tiếp nhận vào năm 732 CN. Tuy nhiên, chiến thắng của người Ả Rập trong trận Talas năm 751 CN và cuộc nổi dậy An Lộc Sơn đã làm tê liệt hoàn toàn các nỗ lực can thiệp của nhà Đường ở Trung Á.
Các cuộc tiếp xúc ngoại giao cuối cùng với Phất Lâm được ghi nhận là diễn ra vào thế kỷ XI CN. Từ Văn hiến thông khảo, viết bởi sử gia Mã Đoan Lâm (1245–1322), và từ Tống sử, ta biết rằng hoàng đế Byzantine Michael VII Parapinakēs Caesar (滅力沙靈改撒, diệt lực sa linh cải tán) xứ Phất Lâm đã cử một sứ bộ sang nhà Tống năm 1081, đời Tống Thần Tông (1067–1085). Sử Tống đã mô tả những món quà triều cống do sứ bộ Byzantine dâng tặng cũng như các sản phẩm được làm ở thành Byzantium. Nó cũng mô tả các hình phạt được sử dụng trong luật Byzantine, chẳng hạn như hình phạt nhét vào "bao nhồi lông" rồi ném xuống biển, có lẽ đang nhắc đến poena cullei (từ tiếng Latinh 'hình phạt cái bao'). Sứ bộ cuối cùng được ghi nhận vào năm 1091, đời Alexios I Komnenos (1081–1118); sự kiện này chỉ được đề cập qua loa.
Nguyên sử cung cấp tiểu sử của một người đàn ông Byzantine tên là Ai-sie (phiên âm của Joshua hoặc Joseph), người ban đầu phục vụ tại triều đình của Güyük Khan nhưng sau đó trở thành nhà thiên văn học và thầy thuốc phụng sự Hốt Tất Liệt, người sáng lập triều đại nhà Nguyên (1271–1368), tại Khanbaliq (Bắc Kinh hiện đại). Ông được phong là vua Phất Lâm (拂菻王, Phất Lâm vương) và các con của ông được liệt kê bằng tên Trung Quốc của chúng, có vẻ khớp với phiên âm của các tên Thiên chúa giáo Elias, Luke và Antony. Hốt Tất Liệt có gửi các nhà sư Cảnh giáo, bao gồm Rabban Bar Sauma, đến triều đình Byzantine đời Andronikos II Palaiologos (1282–1328). Vị này có các chị em cùng cha khác mẹ kết hôn với các chắt của Thành Cát Tư Hãn, khiến cho hoàng đế Byzantine này là thông gia với Đại hãn Mông Cổ.

## Quan hệ giao thương

### Các mặt hàng La Mã ở Trung Quốc

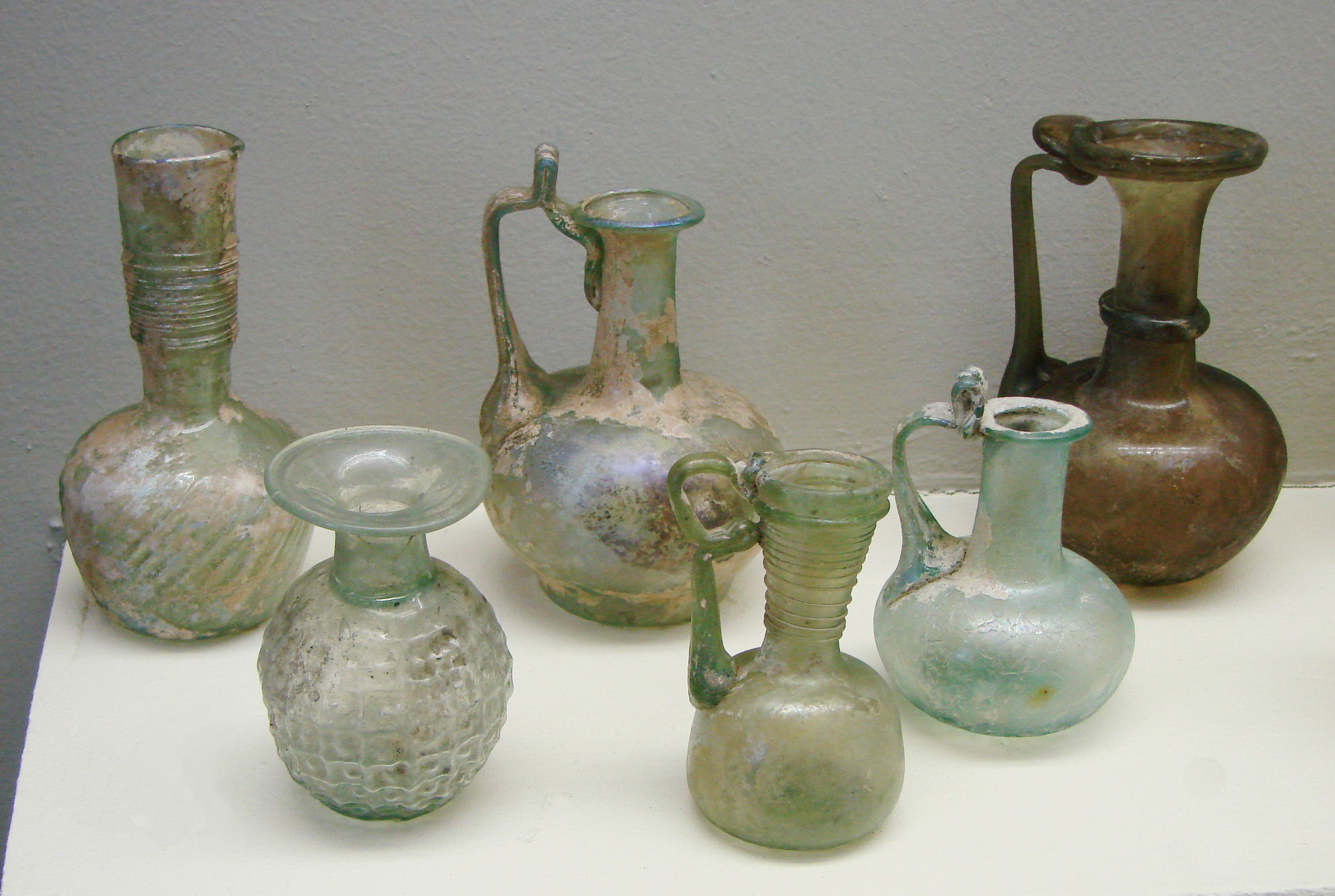
Thủy tinh La Mã thế kỷ II

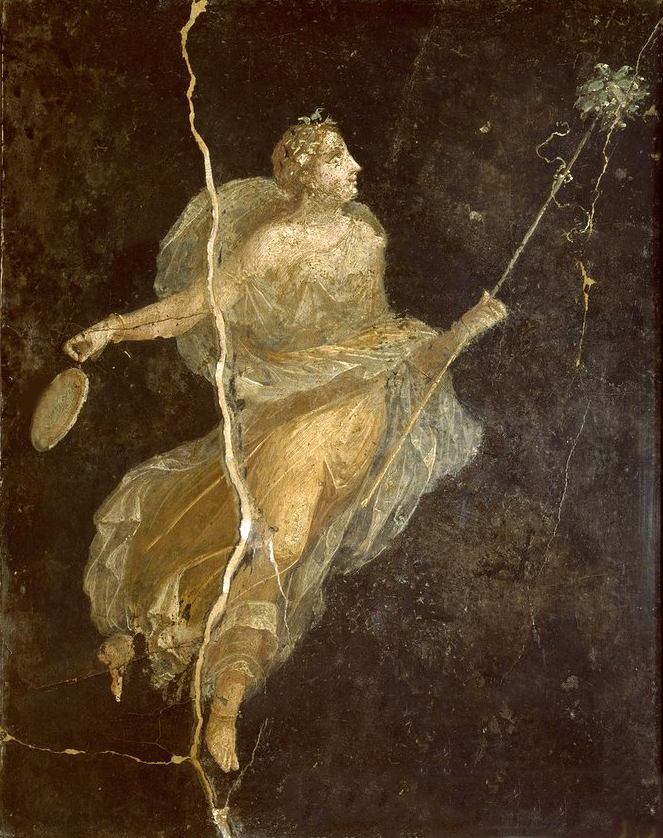
Bức bích họa La Mã khắc họa Maenad mặc áo lụa từ di chỉ Pompeii, Bảo tàng Khảo cổ Quốc gia Naples

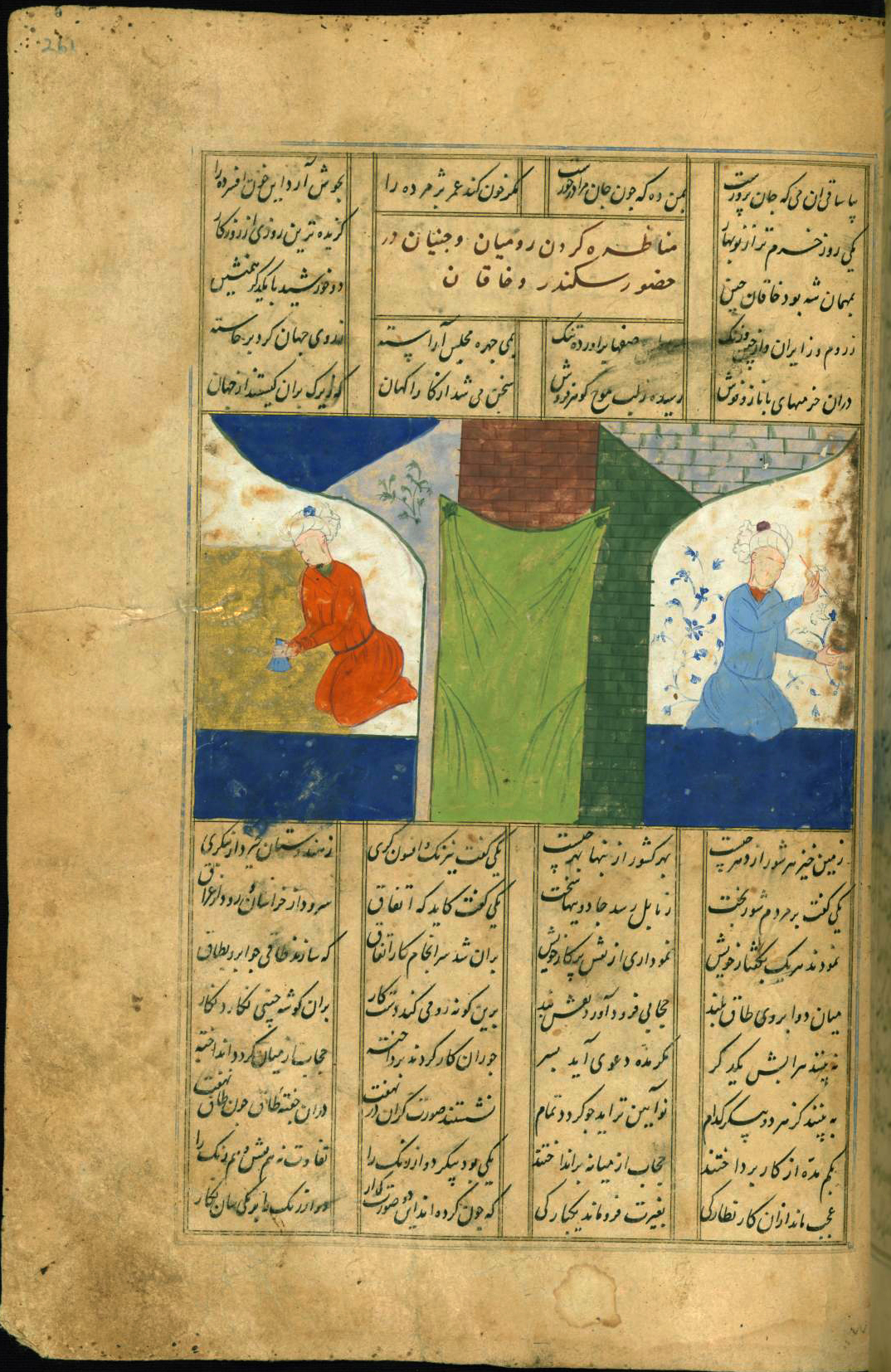
Bức tranh với tựa đề Separated by a Green Curtain, a Chinese and Roman Artist Compete with Each Other từ bản sao chép thời Timir năm 1481, bản gốc được vẽ bởi Nizami Ganjavi (1141–1209)

Các quan hệ giao thương giữa vùng Địa Trung Hải và Ấn Độ được thiết lập bởi vương quốc Ptolemy Ai Cập vào cuối thế kỷ thứ 2 TCN. Các nhà hàng hải Hy Lạp biết cách lợi dụng gió mùa để xúc tiến cuộc hành trình của họ đến Ấn Độ Dương. Nhiều tiền xu La Mã đã được các nhà khảo cổ phát hiện dọc đường bờ biển Ấn Độ, chứng tỏ giao thương La Mã-Ấn Độ lúc bấy giờ rất nhộn nhịp. Nhiều thương cảng Ấn Độ với các khu trọ cho người phương xa đã được xác định ven bờ Ấn Độ và Sri Lanka dọc theo các hải tuyến của người La Mã. Bằng chứng khảo cổ nằm rải rác từ các hải cảng Biển Đỏ ở Ai Cập thuộc La Mã đến tận Ấn Độ cho thấy hoạt động buôn bán của La Mã ở Ấn Độ Dương và Đông Nam Á giảm sút đáng kể sau đại dịch Antonine năm 166 CN, cùng thời điểm phái bộ La Mã đầu tiên đến được nhà Hán, nơi cũng có một trận dịch tương tự vào năm 151 CN.
Thủy tinh La Mã chất lượng cao ở Alexandria và Syria đã được xuất khẩu tới nhiều nơi ở châu Á, bao gồm cả Trung Quốc. Đồ thủy tinh La Mã đầu tiên được phát hiện ở Trung Quốc là một chiếc bát thủy tinh vôi xút màu xanh lục có niên đại vào đầu thế kỷ 1 TCN và được khai quật từ một ngôi mộ Tây Hán ở Quảng Châu, có lẽ được mang tới đây thông qua Ấn Độ Dương và biển Đông. Các cổ vật La Mã khác được tìm thấy tại Trung Quốc bao gồm: một chiếc bát thủy tinh khảm trong một lăng mộ vua chư hầu gần Nam Kinh có niên đại khoảng năm 67 CN và một chai thủy tinh có các vệt trắng đục trong một lăng mộ thời Đông Hán ở Lạc Dương. Đồ thủy tinh La Mã và Ba Tư đã được tìm thấy trong một ngôi mộ thế kỷ thứ 5 CN ở Gyeongju, Hàn Quốc (thủ đô của Silla cổ đại) phía đông Trung Quốc. Ngoài ra, các hạt thủy tinh La Mã đã được phát hiện trong gò mộ Utsukushi thời kỳ Kofun thế kỷ thứ 5 CN gần Kyoto, Nhật Bản.
Dựa theo các sử liệu Trung Quốc, ta biết rằng người Hán còn dùng nhiều thứ xã xỉ phẩm khác có nguồn gốc La Mã, điển hình là: thảm thêu vàng và vải dát vàng, hổ phách, vải amiăng, và lụa biển (loại tơ lụa trích xuất từ loài trai Pinna nobilis Địa Trung Hải). Ngoài ra, còn có nhiều món đồ bằng bạc và đồng có niên đại từ thế kỷ thứ 3 đến thế kỷ thứ 2 TCN được tìm thấy trên khắp Trung Quốc có lẽ bắt nguồn từ đế quốc Seleukos. Một chiếc đĩa bạc thếp vàng gốc La Mã có niên đại từ thế kỷ 2 hoặc thế kỷ 3 CN đã được tìm thấy ở Tĩnh Viễn, Cam Túc, với phần trên chạm nổi vị thần Hy La Dionysus đang nằm nghỉ trên một con linh miêu.
Hải tuyến giao thương La Mã có kết nối với quận Nhật Nam do nhà Hán kiểm soát phía dưới Giao Chỉ (Việt Nam hiện đại) và vương quốc Phù Nam của người Khmer vào thế kỷ thứ 2 CN hoặc có lẽ sớm hơn thế. Theo nhà nghiên cứu Ferdinand von Richthofen (1877), Giao Chỉ chính là hải cảng mà nhà địa lý Hy La Ptolemy nhắc tới với cái tên Cattigara, nằm gần Hà Nội hiện đại. Ptolemy được một thủy thủ Hy Lạp tên là Alexander kể lại và chép rằng Cattigara nằm xa hơn so với Χρυσῆ Χερσόνησος (bán đảo Mã Lai). Ý kiến của Richthofen cho rằng Cattigara là Hà Nội được chấp nhận rộng rãi, cho đến khi các khám phá khảo cổ mới tại Óc Eo thuộc đồng bằng sông Cửu Long vào giữa thế kỷ XX. Tại Óc Eo nơi từng nằm dọc bờ biển, tiền xu La Mã đã được phát hiện bởi nhà khảo cổ học người Pháp Louis Malleret vào những năm 1940, chứng minh cho một mạng lưới giao thương rất rộng lớn. Số cổ vật được khai quật bao gồm các huy chương La Mã bằng vàng đời hoàng đế Antoninus Pius và người kế vị Marcus Aurelius. Ngoài ra, đồ trang sức bản địa phỏng theo xu La Mã đời Antonine, các hạt thủy tinh và vòng tay La Mã cổ đại cũng đã được tìm thấy ở đây. Sử gia hàng hải Granville Allen Mawer nhận thấy rằng cảng Cattigara của Ptolemy dường như tương ứng với vĩ độ của Óc Eo hiện đại.
Mạng lưới thương mại nối với Cattigara rất rộng lớn, liên kết tới các cảng trên bờ biển Ấn Độ và Sri Lanka và tới các cảng do La Mã kiểm soát ở Ai Cập và các vùng lãnh thổ Nabatea phía bờ đông bắc của Biển Đỏ. Nhà khảo cổ học Warwick Ball phản đối những khám phá kiểu như tạo tác lấy cảm hứng từ La Mã và cổ vật La Mã ở Óc Eo (đồng xu khắc hình hoàng đế La Mã Maximianus ở miền Bắc Việt Nam và một chiếc đèn đồng La Mã tại P'ong Tuk ở Đồng bằng sông Cửu Long) là bằng chứng xác đáng cho việc người La Mã đã đến thăm những khu vực này. Ông cho rằng những món đồ này có thể đã được đưa tới đây bởi các thương gia Ấn Độ. Dougald O'Reilly nói rằng có rất ít bằng chứng cho thấy Cattigara là Óc Eo, các vật phẩm La Mã được tìm thấy ở đó chỉ chứng minh mạng lưới thương mại Ấn Độ Dương đã mở rộng đến tận Vương quốc Phù Nam cổ đại, chứ chưa làm sáng tỏ bất kì điều gì khác.

### Lụa Trung Quốc ở La Mã
Thương mại của Trung Quốc với Đế quốc La Mã được kích thích bởi sự khát tơ lụa của người La Mã, bắt đầu từ khoảng thế kỷ 1 TCN. Người La Mã biết về lụa hoang dã được thu hoạch ở Kos (coa vestis), nhưng thoạt đầu họ không liên hệ nó với loại tơ được sản xuất ở vương quốc Sarikol trong dãy Pamir. Có rất ít các cuộc tiếp xúc trực tiếp giữa người La Mã và người Hán vì hai đế quốc Parthia và Quý Sương đều muốn sinh lợi từ con đường Tơ lụa đã ngăn chặn con đường trên đất liền.
Trong thế kỷ thứ nhất TCN, lụa vẫn là hàng quý hiếm trong thế giới La Mã; vào thế kỷ 1 CN, thương phẩm có giá trị này trở nên phổ biến hơn bao giờ hết. Trong tác phẩm Naturalis Historia (77–79 CN), Pliny Già phàn nàn về sự khánh kiệt ngân khố La Mã để mua được thứ xa xỉ đắt tiền này. Ông nhận xét rằng "đàn bà" của La Mã và việc mua thứ lụa này từ Ấn Độ, Ả Rập, và vùng Seres của Viễn Đông khiến nhà nước tiêu tốn khoảng 100 triệu sestertius mỗi năm, còn nói rằng các cuộc viễn chinh đã được cử tới xứ đó để xin vải lụa cùng với các cuộc lặn tìm ngọc trại ở Biển Đỏ. Bất chấp ý kiến của Pliny Già về sự mất cân bằng thương mại và số lượng tiền đúc của Rome được sử dụng để mua lụa, Warwick Ball khẳng định rằng việc La Mã mua các mặt hàng ngoại quốc khác, đặc biệt là gia vị từ Ấn Độ, có tác động lớn hơn nhiều lên nền kinh tế La Mã. Năm 14 CN, viện Nguyên lão ban hành sắc lệnh cấm đàn ông mặc lụa, nhưng lụa vẫn tiếp tục tràn vào thế giới La Mã. Ngoài những lo ngại về kinh tế từ việc nhập khẩu lụa, quần áo lụa cũng bị Seneca Già chỉ trích là suy đồi và vô đạo đức:
Ta có thể nhìn thấu quần áo làm từ lụa, nếu các loại vật liệu không che dấu cơ thể hay sự đoan trang của một người, được gọi là quần áo ... Tụi con gái chưa chồng làm lụm để đứa con gái thông gian có thể được nhìn trộm qua tấm áo mỏng tanh, thế nên anh chồng của nó cũng chẳng quen thuộc với cơ thể vợ hơn mấy kẻ ngoài.— Seneca Già c. 3 TCN – 65 CN, tạm dịch từ Excerpta Controversiae 2.7

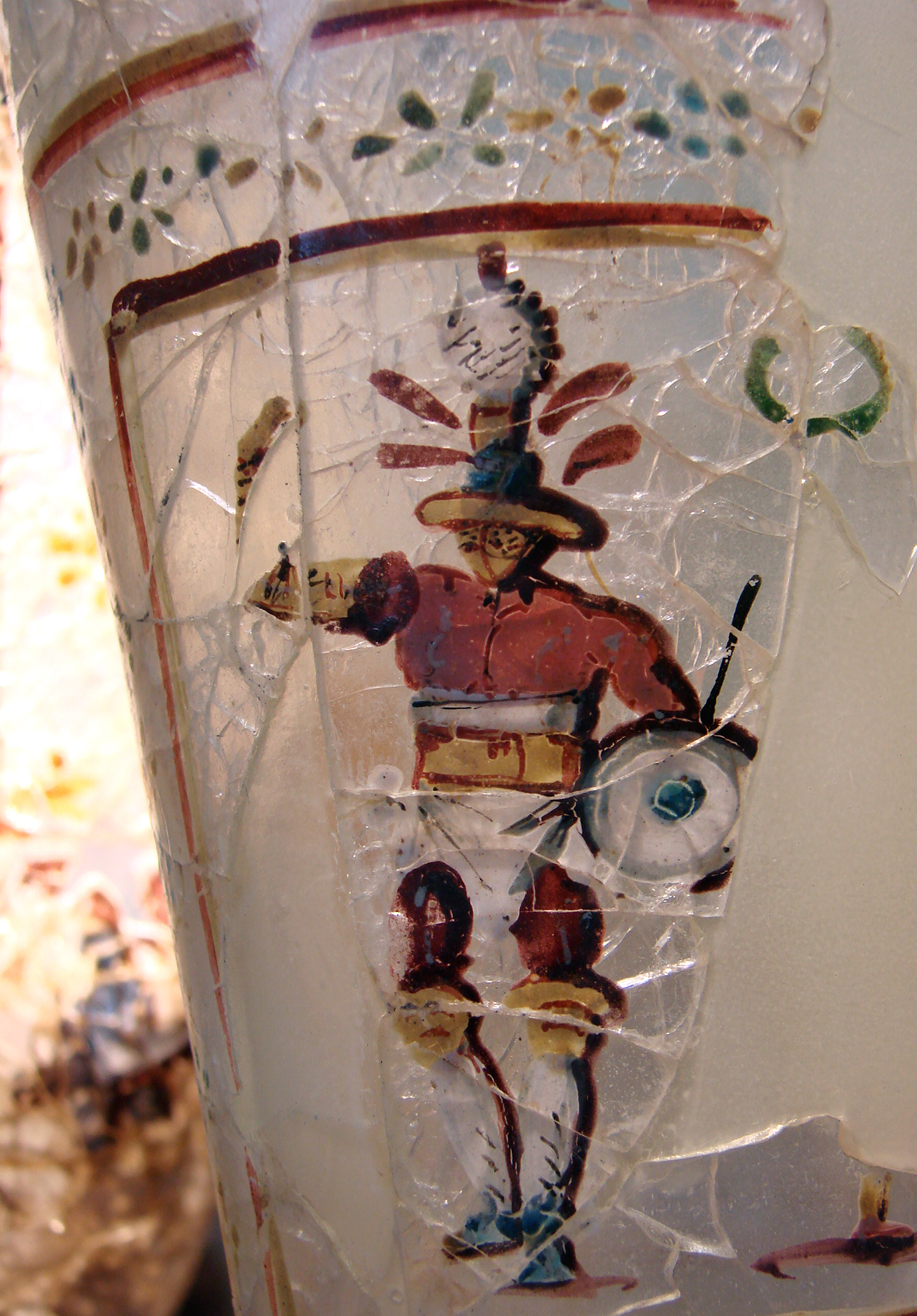
Thủy tinh La Mã có niên đại 52–125 CN tìm thấy ở Begram, Afghanistan, cổ trấn của đế quốc Quý Sương. Nơi mà, theo như Warwick Ball, đồ vật này đang bắt đầu được chuyển đến Trung Quốc.

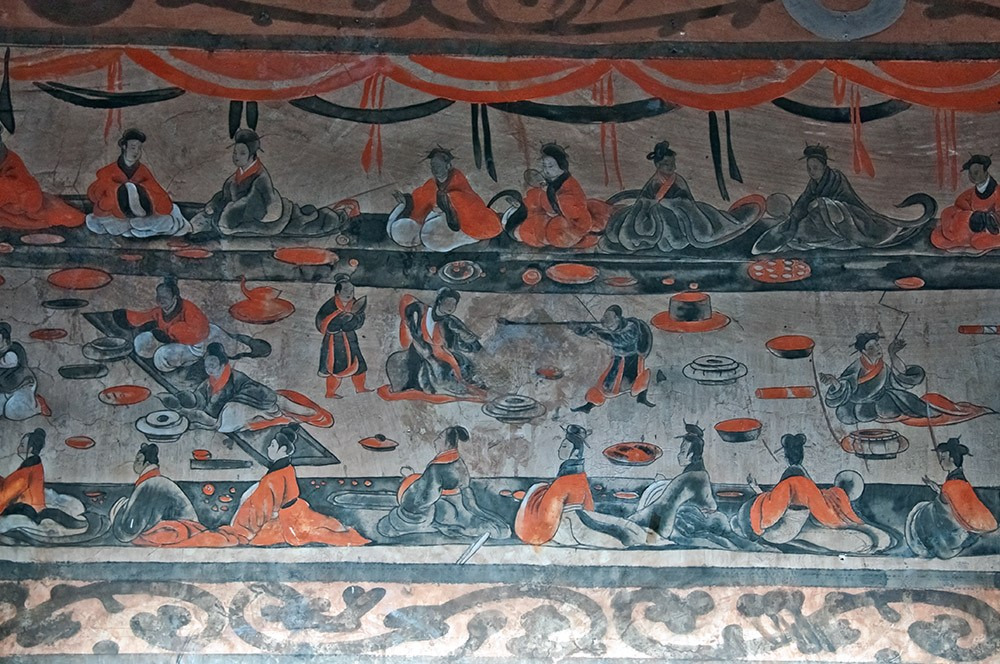
Bức tranh tường Đông Hán (25–220 CN) mô tả cảnh yến tiệc với những người nam nữ mặc hán phục từ mộ Tá Hổ Đình (tiếng Trung: 打虎亭汉墓) Trịnh Châu, Trung Quốc

Các mặt hàng như gia vị và lụa phải được thanh toán bằng tiền đúc bằng vàng của người La Mã. Có nhu cầu ở Trung Quốc đối với thủy tinh La Mã; người Hán cũng sản xuất thủy tinh ở một số địa điểm nhất định. Đồ thủy tinh do Trung Quốc sản xuất có từ thời Tây Hán (202 TCN - 9 CN). Về chính sách ngoại giao với các ngoại bang như đế quốc Parthia, người Hán có lẽ quan tâm hơn đến việc đối phó kẻ thù không đội trời chung là Hung Nô hơn là việc thiết lập thương mại, vì thương nhân bị khinh thường bởi các sĩ đại phu thời Hán.

### Tiền La Mã và Byzantine phát hiện tại Trung Quốc

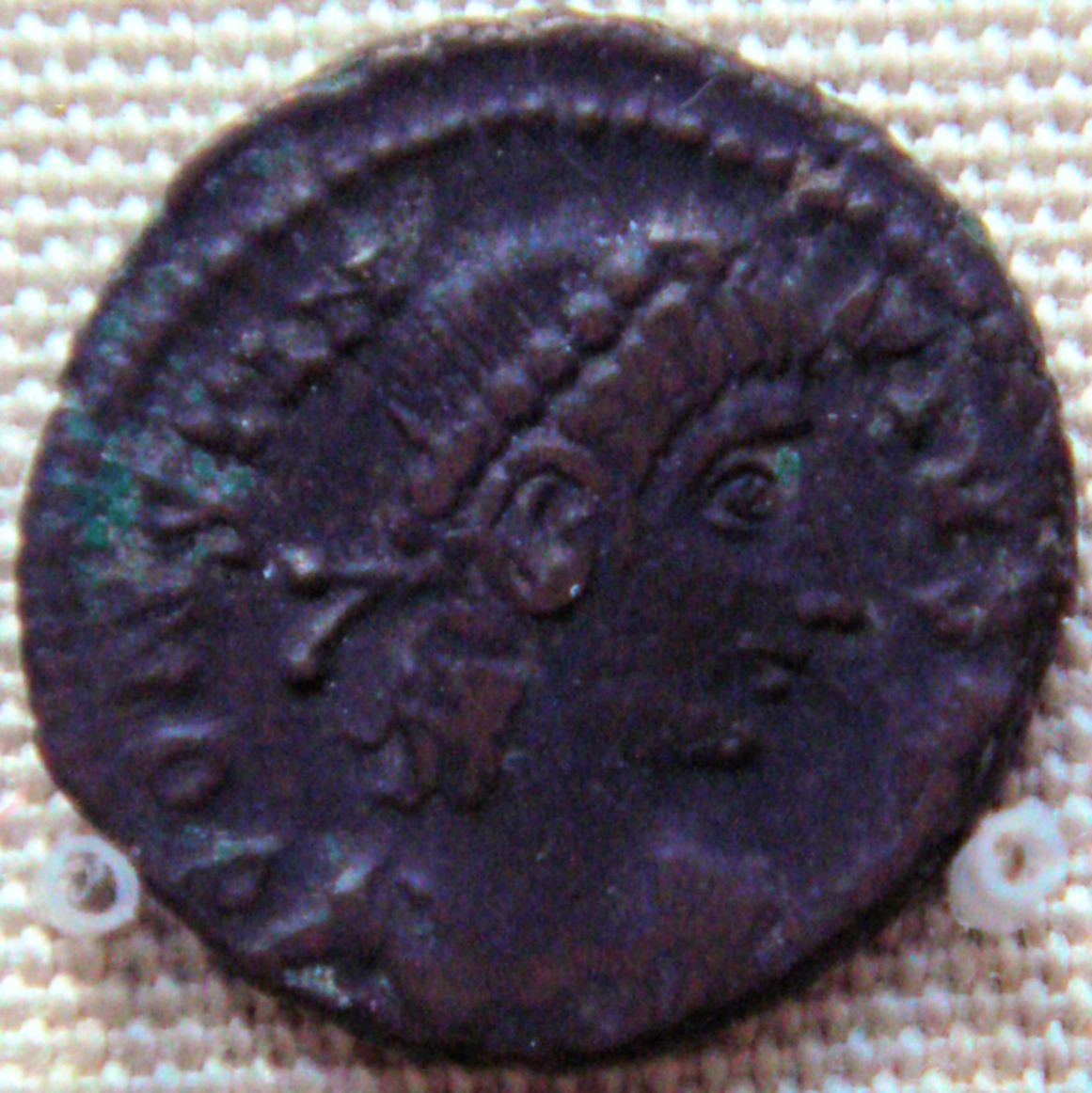
Đồng xu đời Constantius II (337–361 CN), tìm thấy ở Karghalik, Trung Quốc

Valerie Hansen (2012) khẳng định rằng chưa có đồng xu La Mã nào từ thời Cộng hòa (509–27 TCN) hay thời Princep (27 TCN - 284 CN) của Đế quốc La Mã được tìm thấy ở Trung Quốc. Tuy nhiên, Warwick Ball (2016) tìm được hai bài báo nghiên cứu từ năm 1978 báo cáo về việc phát hiện 16 đồng xu La Mã từ đời Tiberius (14–37 CN) cho đến đời Aurelianus (270–275 CN) ở Tây An, Trung Quốc (địa điểm của cố đô Trường An). Các đồng xu La Mã tìm thấy ở Óc Eo, Việt Nam (gần Giao Châu do Trung Quốc kiểm soát) có niên đại vào giữa thế kỷ thứ 2 CN. Một đồng xu đời Maximianus (trị 286–305 CN) đã được phát hiện ở miền Bắc Việt Nam. Ngoài ra, tiền xu La Mã niên đại thế kỷ thứ 3 và thứ 4 CN cũng đã được khai quật từ lâu đài Katsuren (ở Uruma, Okinawa) xây dựng từ thế kỷ 12 đến thế kỷ 15 CN.
Ngay sau vụ tuồn lậu trứng tằm vào Đế quốc Byzantine bởi các nhà sư Thiên chúa giáo Nestorian, sử gia Byzantine tên Menander thế kỷ thứ 6 chép rằng người Sogdia đã cố gắng thiết lập thương mại tơ lụa trực tiếp giữa Trung Quốc và Đế quốc Byzantine. Sau khi Khả Hãn Istämi (nguồn Trung Quốc chép tên ông là 室點密, Hán-Việt: Thất Điểm Mật) của Hãn quốc Đột Quyết liên minh với hoàng đế Sasanian Ba Tư là Khosrau I để đánh bại đế quốc Hephthalites, các thương gia người Sogdia tiếp cận Istämi và ngỏ ý muốn ông tạo điều kiện cho họ diện kiến hoàng đế Sasanian đề xuất mở cửa Ba Tư cho buôn bán với người Byzantine. Istämi chấp nhận lời thỉnh cầu lần hai và gửi sứ thần Sogdia đến triều đình Sasanian, nhưng đoàn sứ đều bị ám sát bằng chất độc.

## Giả thuyết chạm trán quân sự

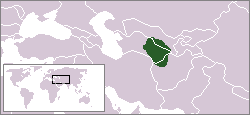
Tù binh La Mã trong trận Carrhae bị đày tới Margiana bởi vua Orodes. Số phận của họ vẫn còn là ẩn số.

Nhà sử học Homer H. Dubs suy đoán vào năm 1941 rằng các tù binh chiến tranh La Mã được chuyển đến biên giới phía đông của đế quốc Parthia có thể đã đụng độ với quân Hán ở đó.
Sau khi quân đội La Mã dưới sự chỉ huy của Marcus Licinius Crassus thua trận Carrhae vào năm 54 TCN, khoảng 10.000 tù binh La Mã bị người Parthia gửi đến Margiana để trấn giữ biên cương. Một thời gian sau, thiền vu Chí Chi của Hung Nô thành lập một nhà nước xa hơn về phía đông trong thung lũng sông Talas, gần Taraz ngày nay. Dubs có lưu ý một ghi chép của Ban Cố về khoảng "một trăm người" dưới trướng Chí Chi tạo thành "đội hình vảy cá" trong trận Chí Chi vào năm 36 TCN. Dubs cho rằng đây rất có thể là đội hình testudo trứ danh của người La Mã và toán binh lính này, bị người Trung Quốc bắt được, đã thành lập làng Ly Kiền (骊靬 Líqián, có thể bắt nguồn từ chữ "legio") ở Vĩnh Xương.
Đã có những nỗ lực để thúc đẩy mối liên hệ Trung Quốc-La Mã cho du lịch, nhưng việc tổng hợp các nguồn La Mã và Trung Quốc của Dubs đã không được các nhà sử học chấp nhận, với lý do là nó quá mang tính suy đoán và đưa ra quá nhiều kết luận mà không có đủ bằng chứng xác thực. Thử nghiệm DNA vào năm 2005 xác nhận tổ tiên Ấn-Âu của một số cư dân của Ly Can hiện đại; điều này có thể được giải thích bởi các cuộc hôn nhân khác sắc tộc với những người Ấn-Âu đã sống ở Cam Túc thời cổ đại, chẳng hạn như người Nguyệt Chi và người Ô Tôn. Một phân tích DNA toàn diện hơn lấy mẫu từ hai trăm cư dân nam của ngôi làng vào năm 2007 cho thấy mối quan hệ di truyền gần gũi hơn với cộng đồng người Hán và sai lệch lớn so với nguồn gen Tây Âu. Các nhà nghiên cứu kết luận rằng người dân Ly Can có lẽ là người gốc Hán. Khu vực này thiếu bằng chứng khảo cổ về sự hiện diện của người La Mã.